# Плавниковый стиль

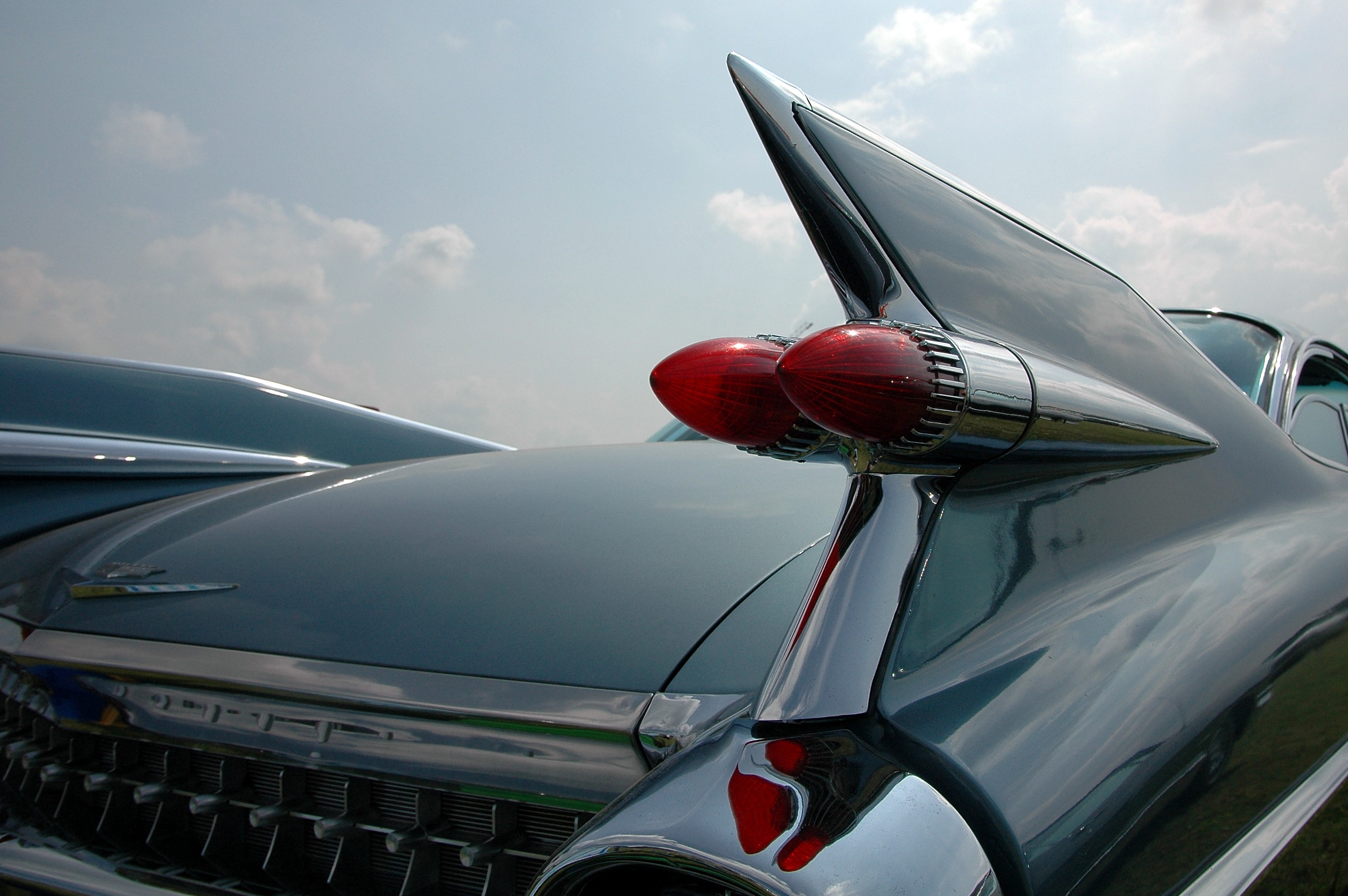
Примеры плавникового стиля — в Америке…

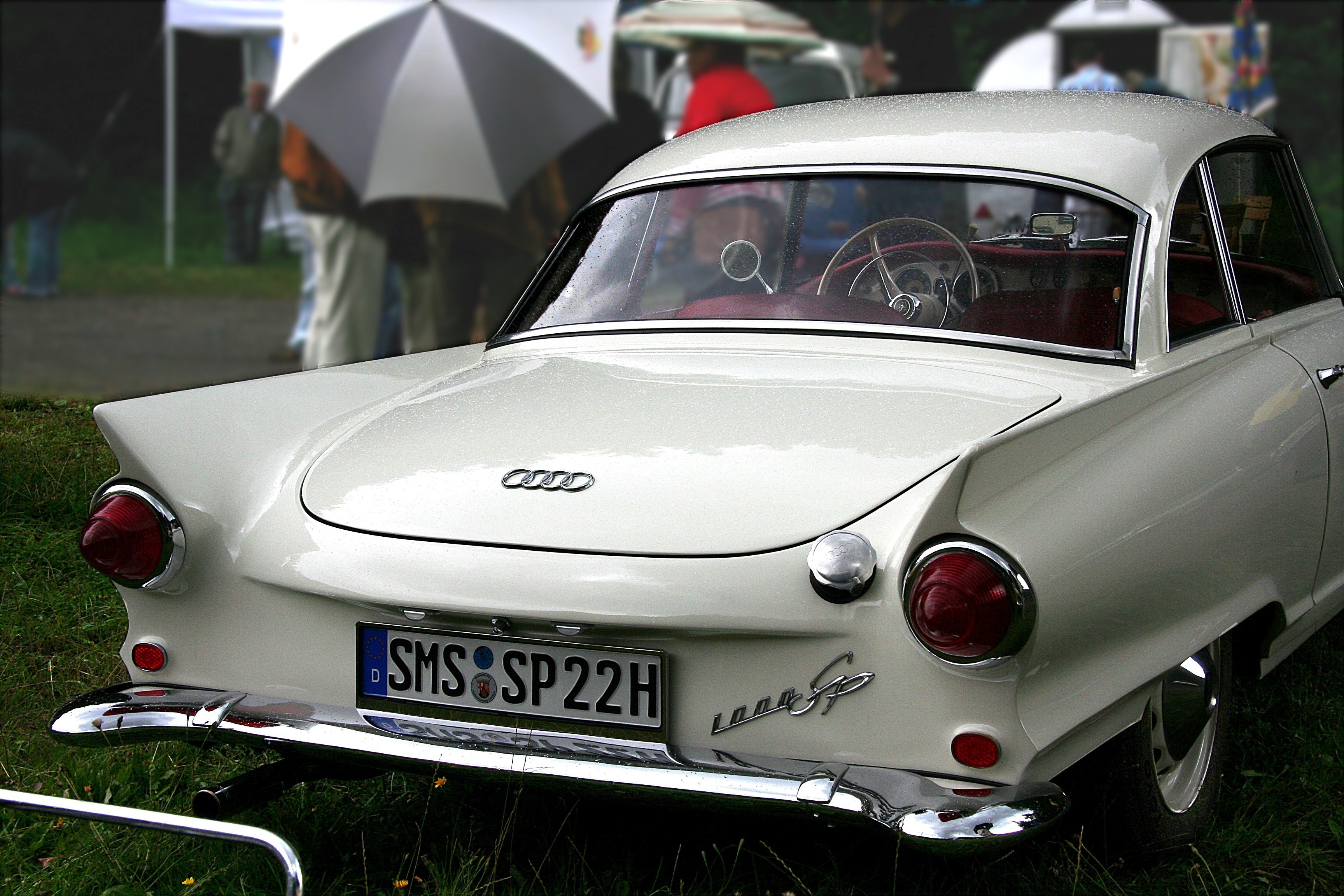
…и в Европе.

Плавниковый стиль, также «аэростиль», «детройтское барокко» и другое — общее условное название течений в автомобильном дизайне, существовавших на рубеже пятидесятых и шестидесятых годов XX века. Этот стиль относительно широко использовался со второй половины пятидесятых до середины шестидесятых годов, хотя отдельные примеры использования похожей стилистики можно отметить и за пределами этих временных рамок, причём как раньше, так и позже указанного периода.
Изначально плавниковый стиль был характерен для продукции североамериканских производителей автомобилей, но впоследствии распространился повсеместно, и в других частях света просуществовал намного дольше, чем в самой Северной Америке, причём приняв весьма отличные от исходных формы.
Главным элементом плавникового стиля были непосредственно хвостовые плавники (англ. tailfins) — парный декоративный элемент задней части автомобиля, представляющий собой самые различные варианты стилизованного стабилизатора или киля. Прочие элементы стиля с течением времени претерпевали значительные изменения.

## Предыстория

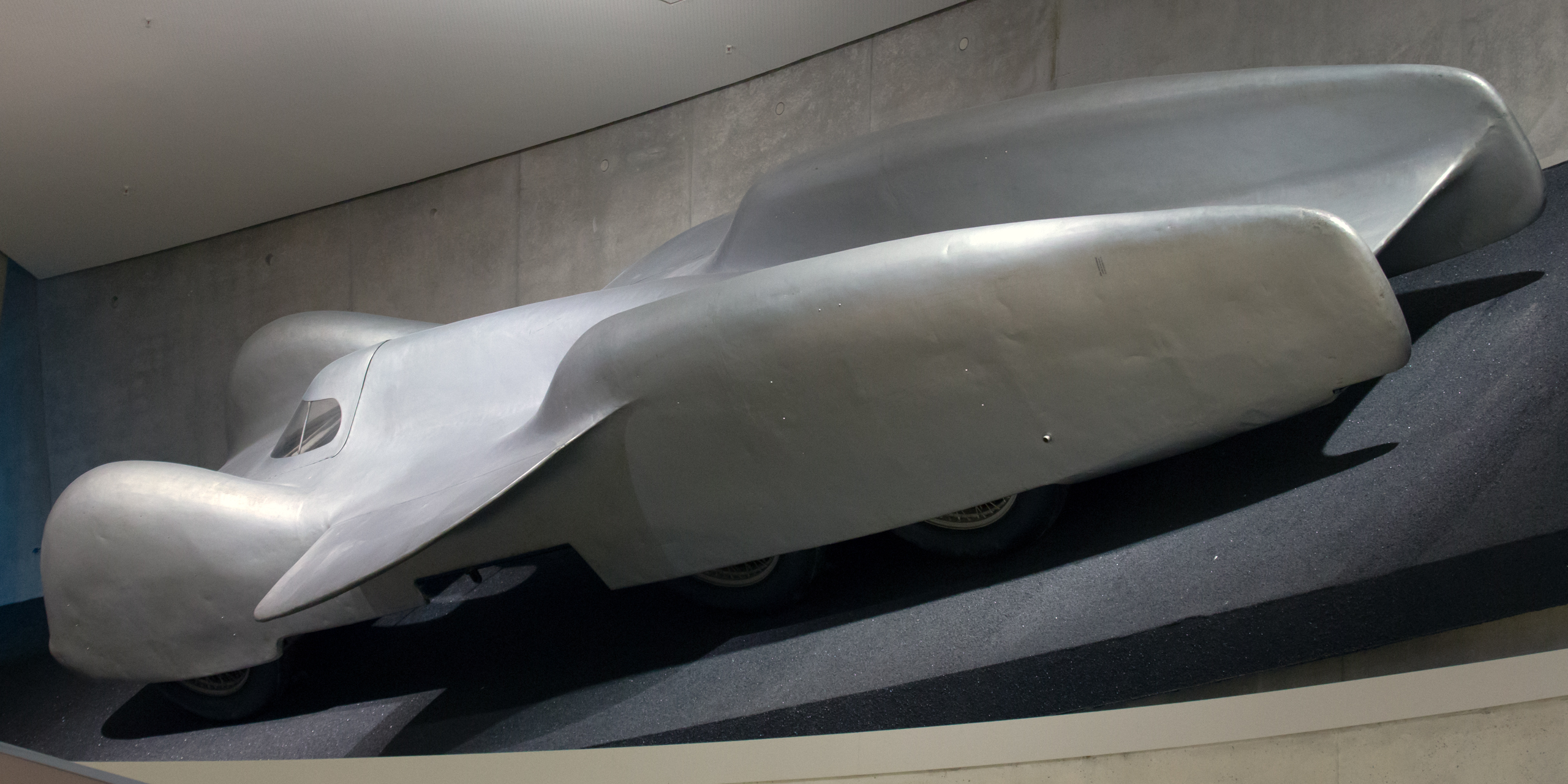
Mercedes-Benz T80 1939 года с хвостовыми аэродинамическими килями.

Многие рекордно-гоночные автомобили тридцатых годов имели одиночные или парные хвостовые кили, подобные самолётным, которые играли сугубо функциональную роль — служили для повышения курсовой устойчивости и уменьшения действия бокового ветра.
Чешские автомобили марки Tatra выпуска 1930-х годов — модели Т77 и Т87 — имели один плавник на крыше, служивший также аэродинамическим килем, повышающим курсовую устойчивость автомобиля на большой скорости.

## История в США
На протяжении всех 1930-х годов форма кузова легкового автомобиля развивалась в направлении уменьшения количества визуальных объёмов и их постепенного слияния друг с другом. В наибольшей степени данная тенденция проявилась на американских автомобилях 1941 и 1942 модельных годов, у которых исчезла как самостоятельный элемент формы посадочная подножка, а передние крылья стали сливаться с боковиной кузова. У наиболее передовых моделей, вроде некоторых серий «Бьюиков» 1942 года, передние и задние крылья представляли собой единый выступающий из боковины кузова объём, хотя и разделённый визуально на две части с целью улучшения пропорционирования.

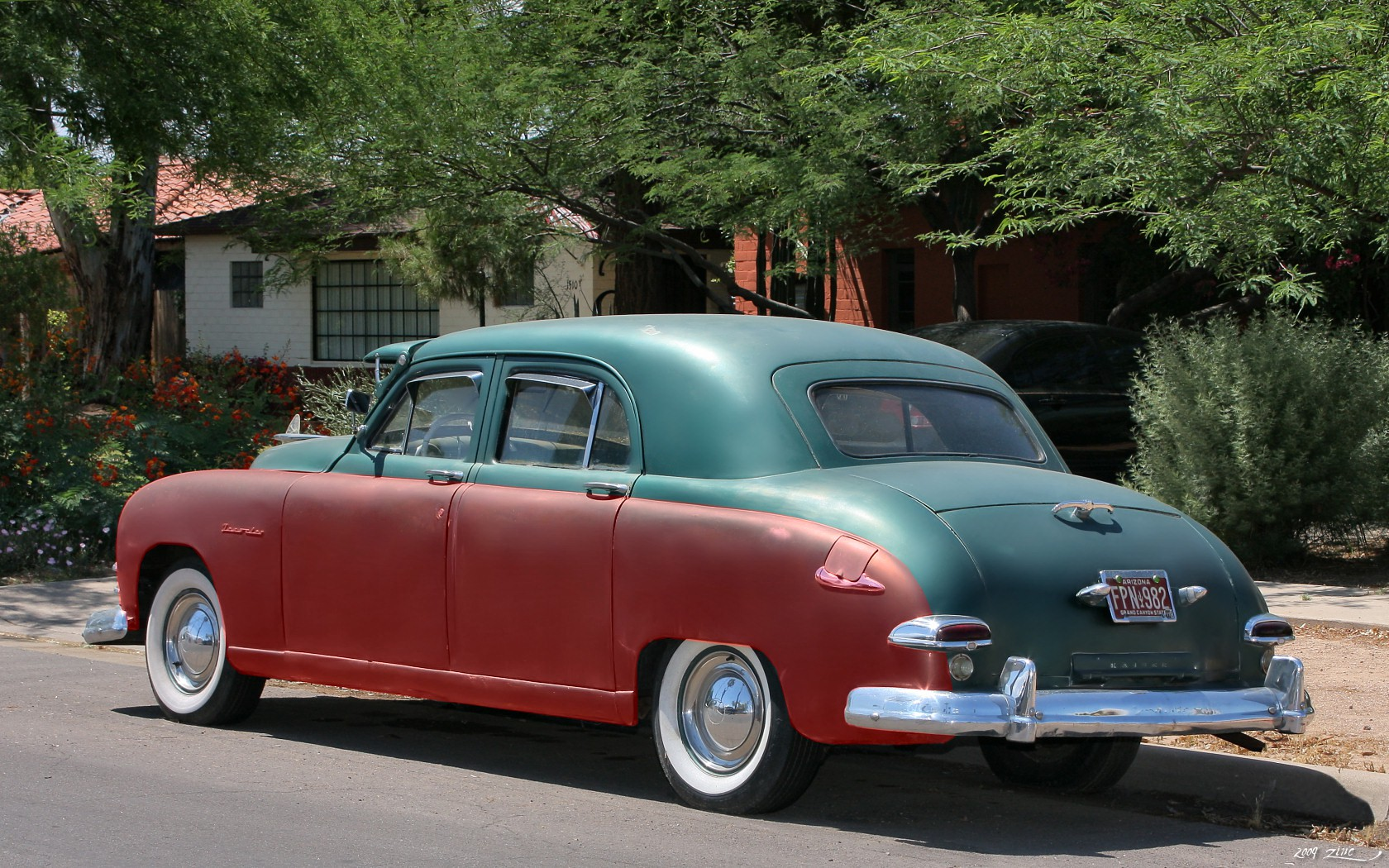
1949 Kaiser — «понтон» выделен на фотографии красным цветом.

В послевоенные годы эта стилистика развилась в так называемый «понтонный» стиль, у выполненных в рамках которого автомобилей передние и задние крылья как самостоятельный элемент формы либо полностью отсутствовали, будучи заменены на «понтон» — выступающий из боковины кузова единый объём с гладкой поверхностью, либо представляли собой декоративные выштамповки на поверхности того же «понтона». Данная форма кузова была очень рациональна с точки зрения компоновки и других практических соображений, однако для неё долгое время не удавалось добиться удовлетворительного дизайнерского оформления, сочетающего техническую целесообразность с эстетической привлекательностью. В частности, одним из её недостатков с точки зрения технической эстетики была излишняя визуальная массивность задка кузова, обусловленная тем, что расположенная между правым и левым «понтонами» крышка багажника, которой из соображений достижения наибольшей вместимости багажного отделения придавали выраженную выпуклую форму, образовывала своего рода узкий и высокий «горб», доминирующий над остальной задней частью автомобиля и создающий впечатление её большой высоты, в то время как в моду входили более низкие автомобили, создающие впечатление лёгкости и стремительности.

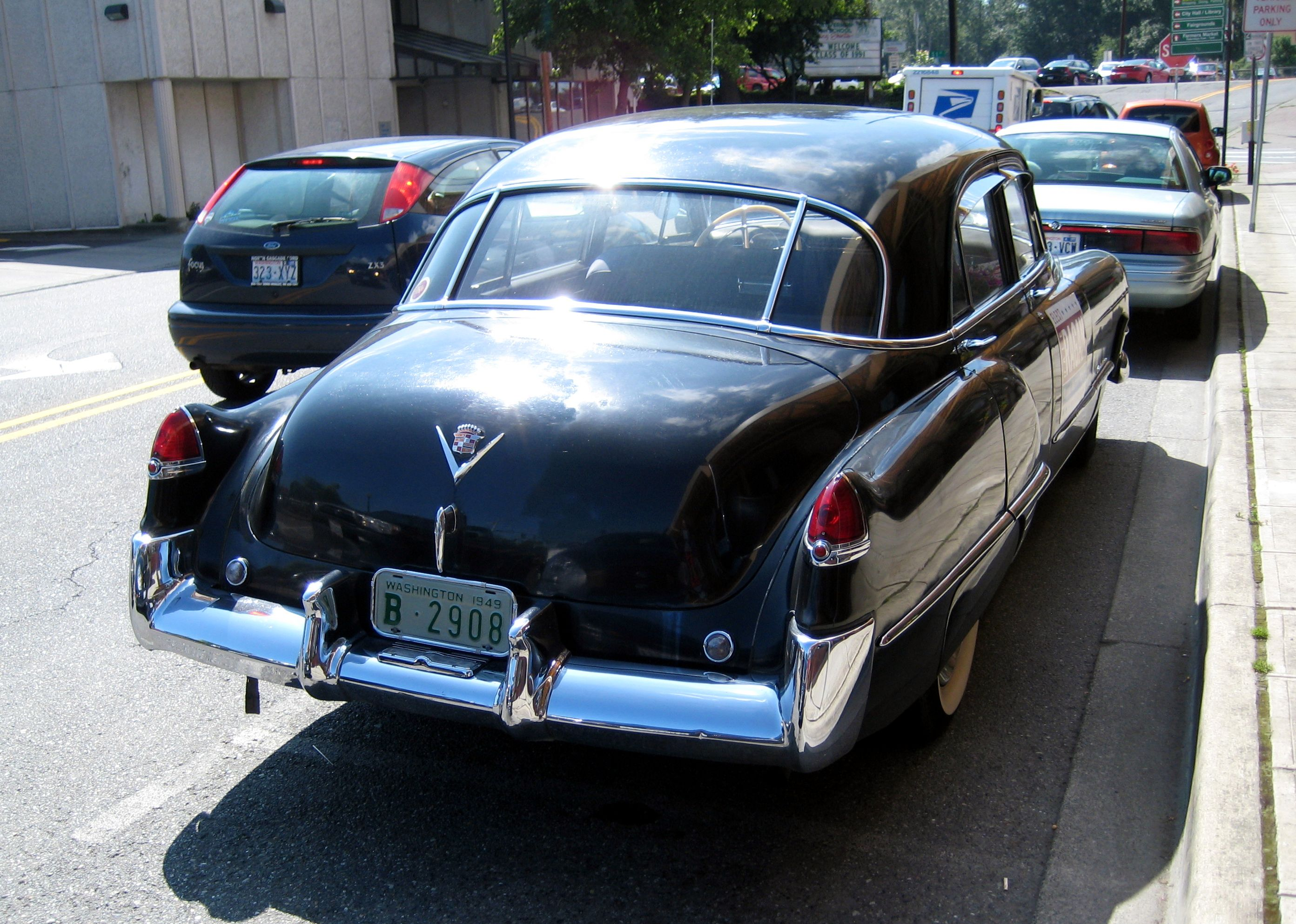
1949 Cadillac — понтон ниже поясной линии, на нём два маленьких «плавничка» по бокам от выпуклой крышки багажника.

Компенсировать этот недостаток «понтонного» кузова, и при этом сохранив его практические преимущества, удалось за счёт введения нового элемента формы — парных хвостовых плавников, расположенных в задней части «понтона», по бокам от громоздкого «горба» крышки багажника, и призванных отвлекать внимание наблюдателя от последнего, визуально «облегчая» заднюю часть кузова. Родоначальником этого стиля обычно считают дизайнера корпорации General Motors Харли Эрла, творца «Кадиллаков» модели 1948 года, у которых небольшие плавнички имели вид обтекаемых наплывов по бокам от крышки багажника, несущих задние фонари. В рекламных материалах они именовались aircraft-inspired «rudder-type» fenders — «задние крылья в форме самолётных стабилизаторов» — то есть, подавались в качестве декоративного варианта аэродинамических килей, что соответствовало вкусам публики в эпоху, отмеченную повышенным интересом к авиации. Впоследствии сам Эрл уточнил, что вдохновением для него послужил американский двухбалочный истребитель времен Второй мировой войны P-38 Lightning. Впрочем, задние фонари в виде небольших торчащих вверх гребней встречались на «Кадиллаках» ещё в конце 1930-х годов, то есть, даже до появления P-38, а «авиационная» интерпретация данного элемента дизайна могла быть «подведена» уже постфактум.

### 1948—1954

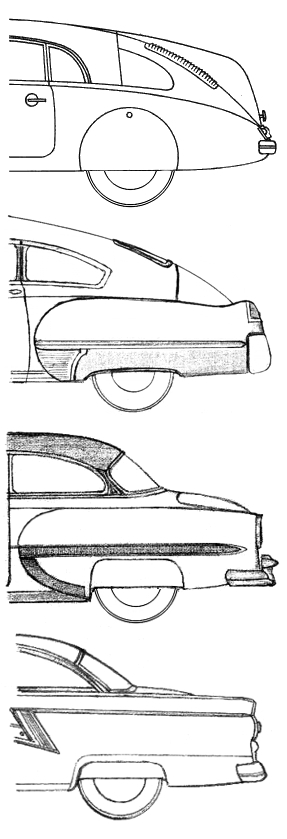
Эволюция хвостовых плавников, сверху вниз:
Tatra T87, 1938 год: одиночный плавник-киль, играющий роль аэродинамического стабилизатора;
Cadillac, 1948 год: небольшие парные плавнички на задних крыльях;
Chevrolet, 1954 год: небольшие скруглённые плавнички, несущие рельефные задние фонари;
Ford, 1955 год: невысокие остроконечные плавники.

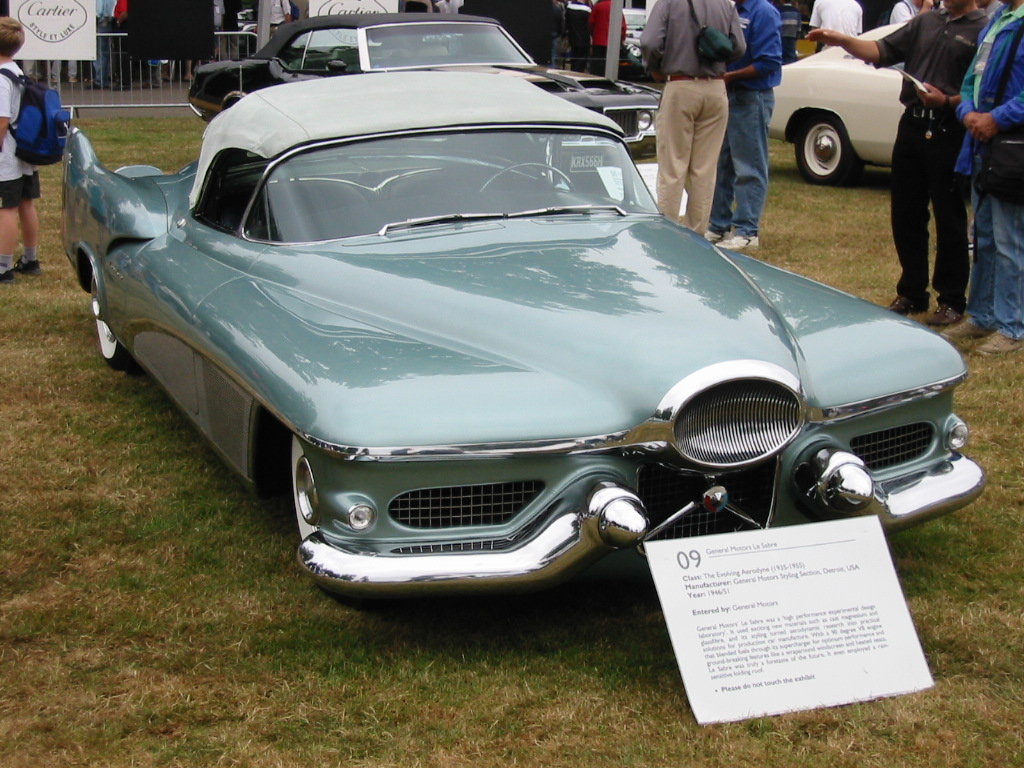
GM Le Sabre 1951 года.

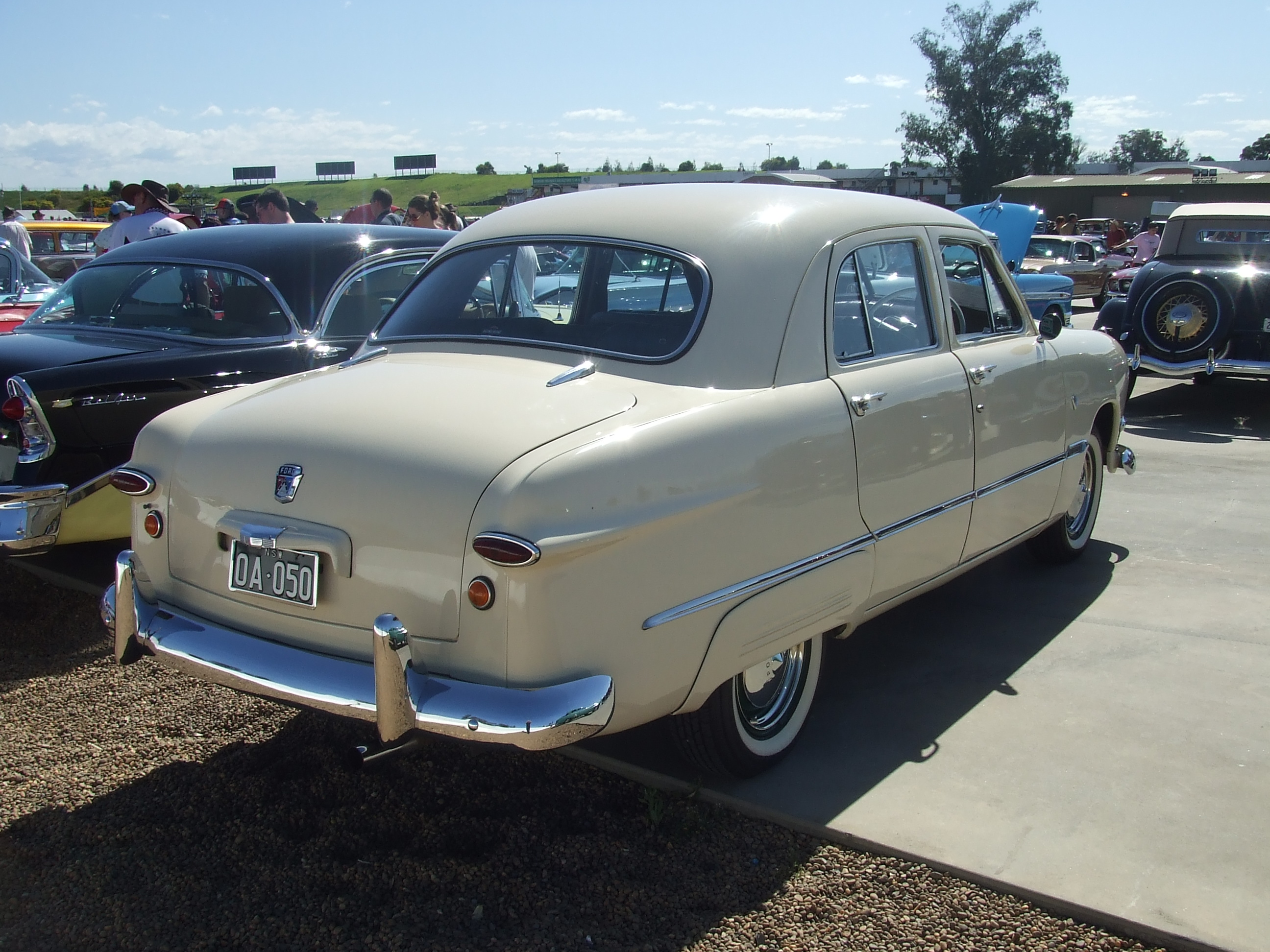
Ford модели 1949—1951 годов — низкие скруглённые плавники по бокам от крышки багажника.

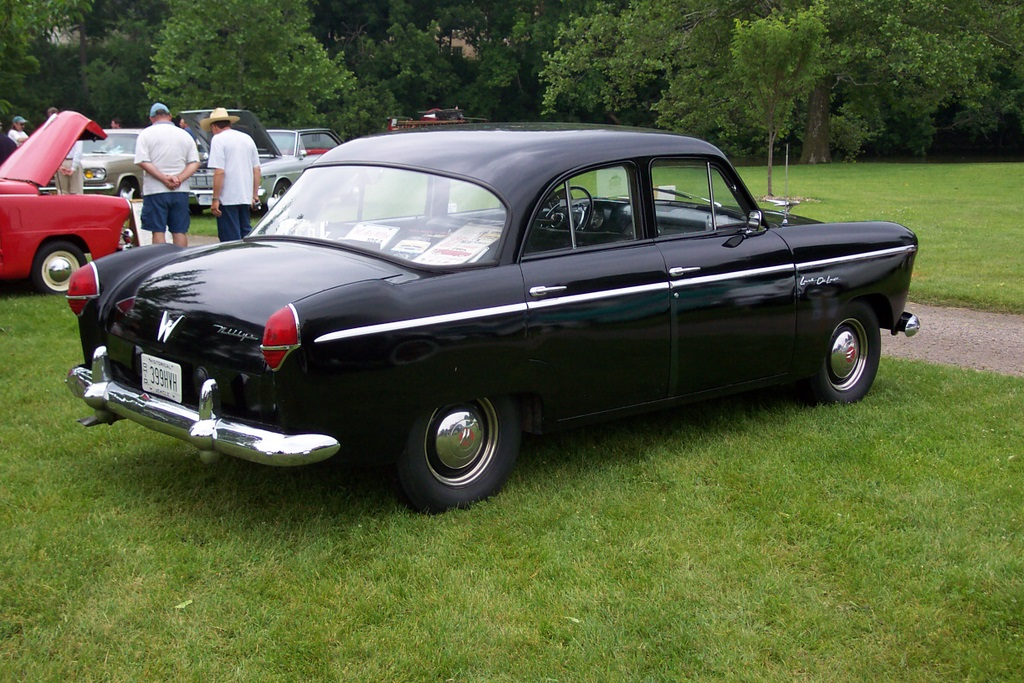
1952 Willys Aero — подражание одновременно «Форду» (общая форма кузова) и «Кадиллаку» (возвышающиеся над боковиной «кили»).

В ещё более явном виде идея хвостовых плавников получила своё развитие в концепт-каре Le Sabre 1951 года, который вообще содержал в своём облике весьма многие элементы нарождающегося стиля 1950-х годов и немедленно был «разобран на цитаты». Автором Le Sabre был тот же Харли Эрл.
Между тем, остальные производители не торопились переходить на подобное оформление задней части, отдавая предпочтение более консервативному варианту, впервые применённому, видимо, на «Фордах» 1949 модельного года. Характерной особенностью их кузова был отказ от разделения боковой поверхности на собственно боковину и выступающий из неё объём понтона — вместо этого была применена совершенно гладкая сигарообразная боковина, доведённая по высоте до нижней линии остекления.
Устранение «ступеньки» между понтоном и боковиной кузова не разрешило, однако, проблему «горба» крышки багажника. Чтобы скорректировать пропорции задней части кузова и компенсировать некоторую аскетичность его формы в целом, дизайнеры «Форда» решили применить приём, отчасти похожий на использованный Эрлом, однако вместо выступающих из верхней части задних крыльев «килей» они применили расположенные по бокам от крышки багажника более скромные округлые плавнички, образующая линия которых на виде сбоку продолжала верхнюю линию боковины и спускалась до самого заднего бампера. Начинающаяся с круглого рельефного ободка фары, «сигара» боковины приобрела закономерное завершение в виде хвостового плавника, зачастую несущего вертикальный задний фонарь.
Такая форма кузова оказалась очень удачной и впоследствии была многократно скопирована, став по сути стандартной для автомобилей середины пятидесятых годов, включая отечественные «Волгу» ГАЗ-21 и «Москвичи» 402−407-403. Даже General Motors, после некоторых экспериментов в 1949-54 модельных годах, на моделях 1955 года полностью перешла на такую же стилистику.

### 1955—1957

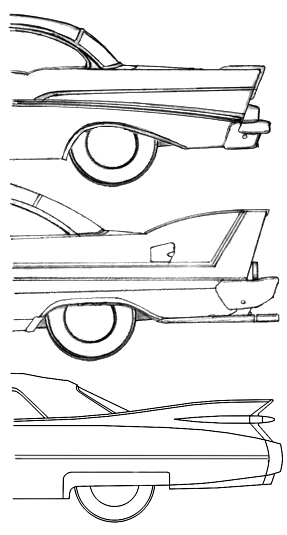
Эволюция хвостовых плавников, сверху вниз:
Chevrolet, 1957 год: низкие остроконечные плавники с горизонтальной верхней линией;
Plymouth, 1957—1959 годы: высокие плавники, профиль которых стал архетипичен для стиля в целом;
Cadillac, 1959 год: не менее узнаваемые высокие, раздваивающиеся на концах острые плавники.

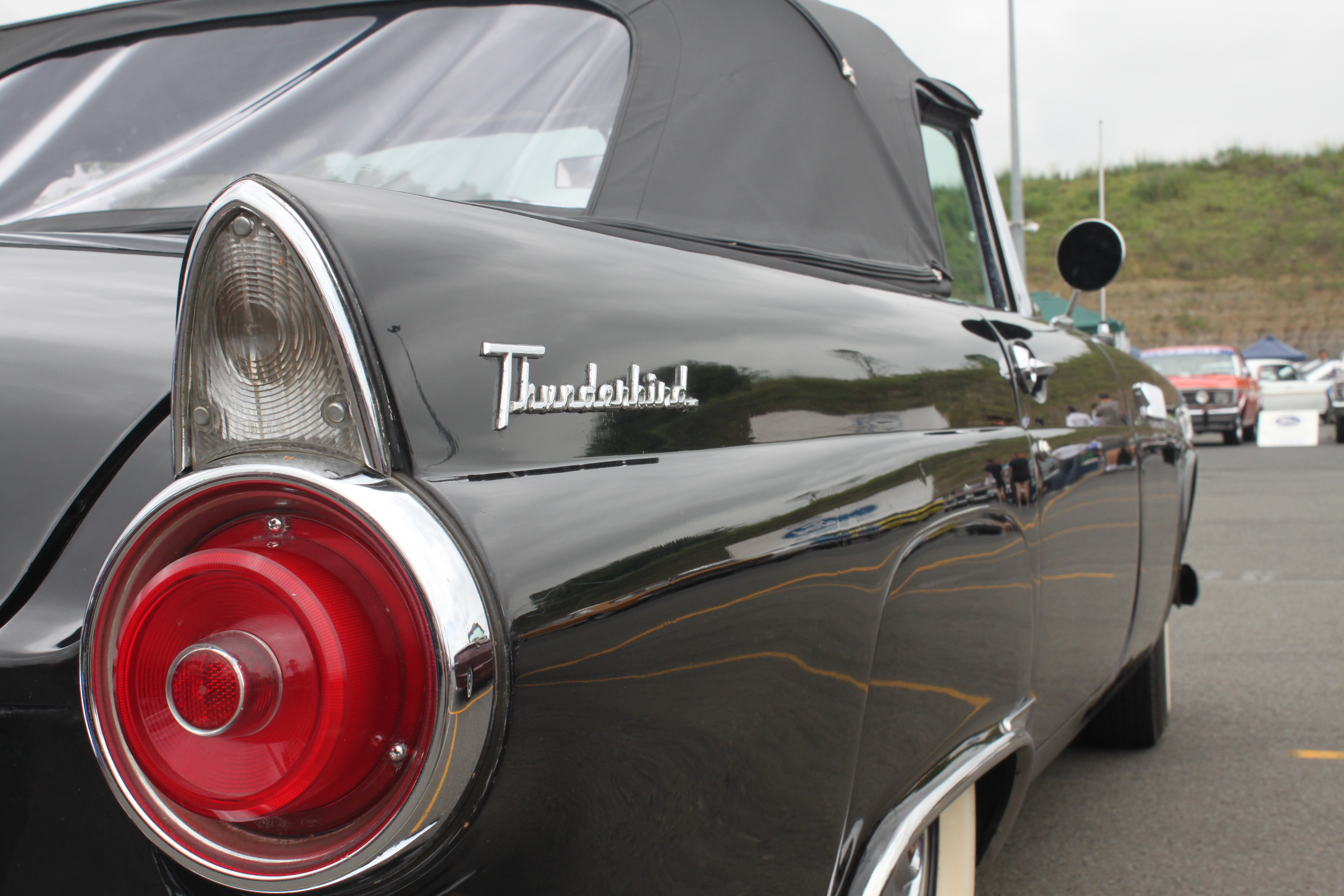
Остроконечный хвостовой плавник на Ford Thunderbird 1955 года.

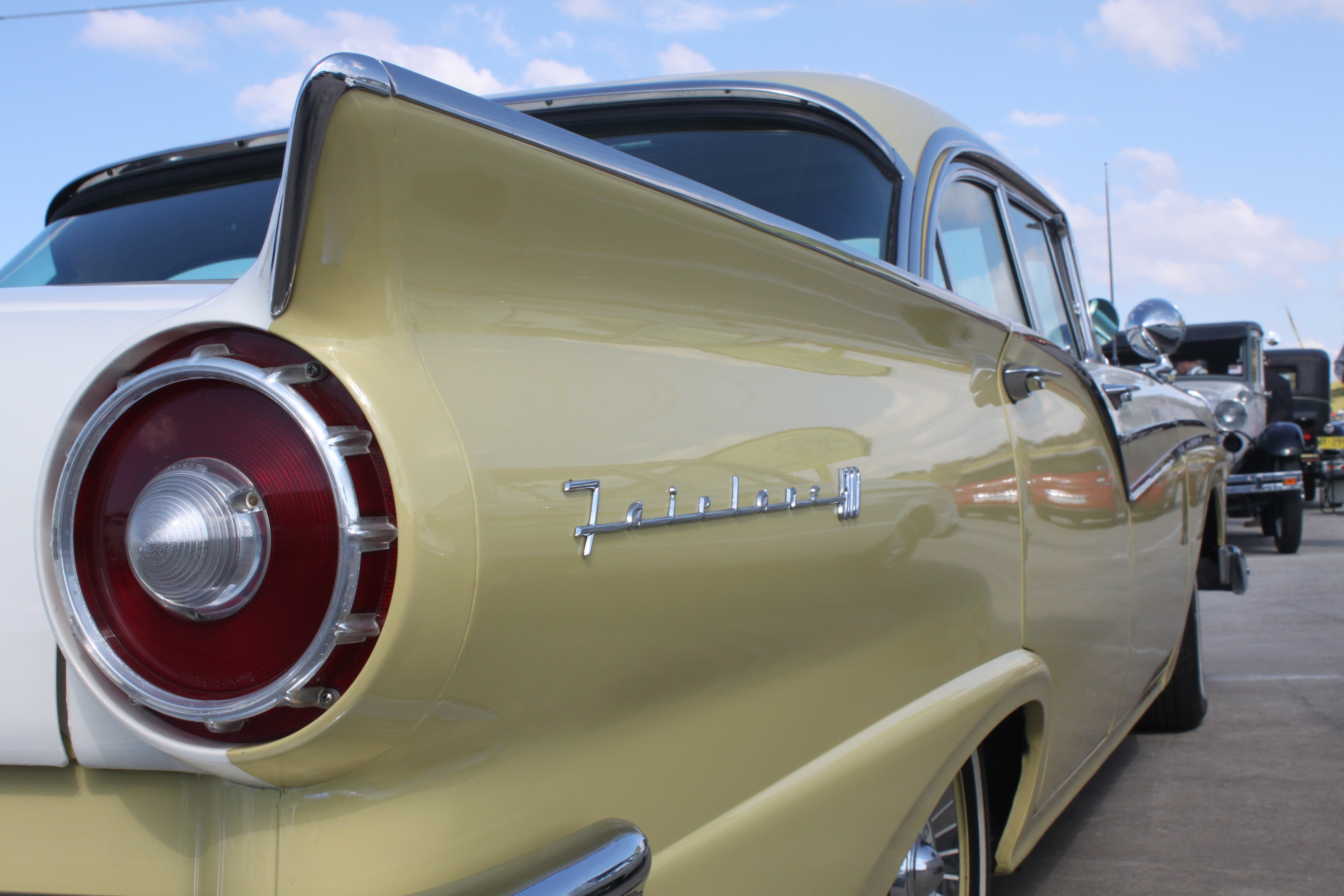
Наклонённый наружу кузова плавник на Ford Fairlane 1957 года.

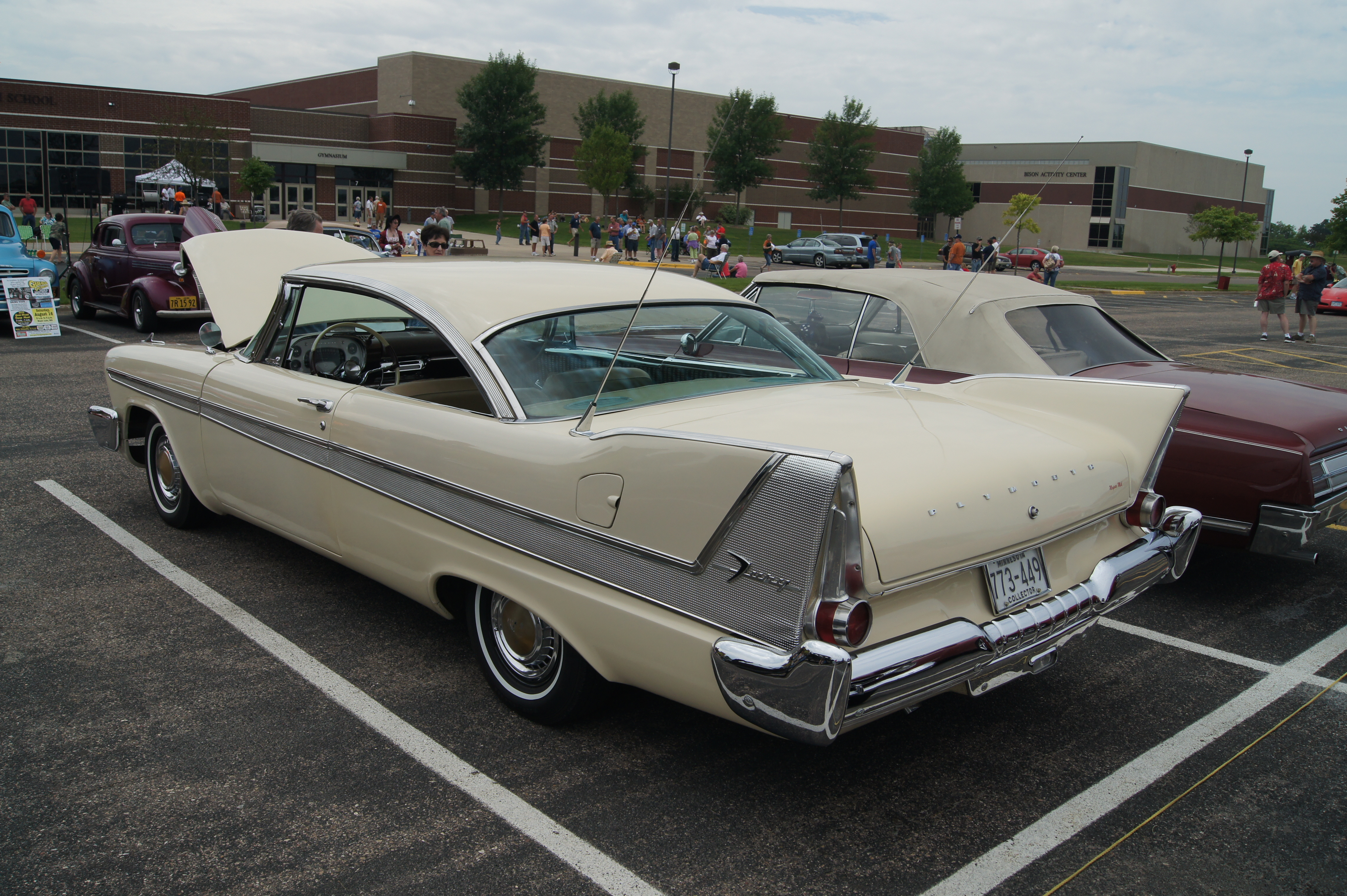
«Плимут» 1957 года стал одним из наиболее узнаваемых, «канонических» примеров «плавникового стиля».

Следующий этап в становлении плавникового стиля относится к середине 1950-х годов. В отличие от «лепных» форм и закруглённых линий американских машин 1940-х — первой половины 1950-х годов, начиная с середины 1950-х в моду входят очень плавно изогнутые контуры, пологие образующие кривые, приближающиеся к прямой линии, и всё более близкие к плоскости поверхности, стиль «заостряется» — соответственно, становятся из скруглённых остроконечными и хвостовые плавники. Верхняя линия боковины на виде сбоку у машин этой эпохи очень пологая, в задней части переходящая в горизонтальную линию плавников, резко и внезапно обрывающуюся. Другая тенденция, характерная для автомобилей, выпущенных начиная с 1955 модельного года — широкое использование козырьков над фарами и задними фонарями, визуально «вытягивающих» кузов в длину, причём козырьки над задними фонарями зачастую представляют собой продолжение плавника.
С 1957 года хвостовые плавники вместо вертикальных начинают выполнять наклонёнными наружу кузова, а их верхняя линия начинает возвышаться над линией боковины, на новом уровне возвращаясь к теме «хвостового киля» — так, что вся боковина автомобиля приобретает слегка клиновидный профиль, создающий впечатление стремительности и высоких динамических качеств. В том же году впервые применяется четырёхфарное головное освещение, которое позволило придать передку кузова лучшие пропорции, сделав автомобиль визуально более приземистым.
Первыми все основные элементы «плавникового стиля» в его наиболее узнаваемом варианте получила продукция концерна Chrysler — уже в 1957 модельном году все принадлежащие ему марки («Плимут», «Додж», «Де Сото», «Крайслер», «Импириэл») имели доходящие по высоте примерно до середины стоек крыши остроконечные плавники, заваленные наружу кузова, и четыре фары под «бровями» глубоких козырьков (в штатах, где четырёхфарное освещение ещё не было предусмотрено законодательством, вместо внутренних фар монтировались крупные габаритные огни, создававшие примерно тот же эффект).
Журнал Popular Mechanics в выпуске от ноября 1956 года пророчески заключил, что принятая на «Плимутах» модели 1957 года форма плавников станет завершающим этапом в развитии данного стиля (should supply a final conclusion to this trend in styling) — именно так оно по сути и произошло, более того, спустя всего несколько лет «плавниковый стиль» начал переживать явный упадок. Однако перед этим ему было суждено достичь своего расцвета, ознаменовавшегося появлением на свет одних из наиболее вычурно и экстравагантно оформленных автомобилей за всю историю автомобилестроения. Так как у основных американских производителей в период с 1957 по 1959 модельный год дизайн ежегодно претерпевал весьма радикальные изменения, дальнейшее изложение имеет смысл производить по отдельным модельным годам.

### 1958

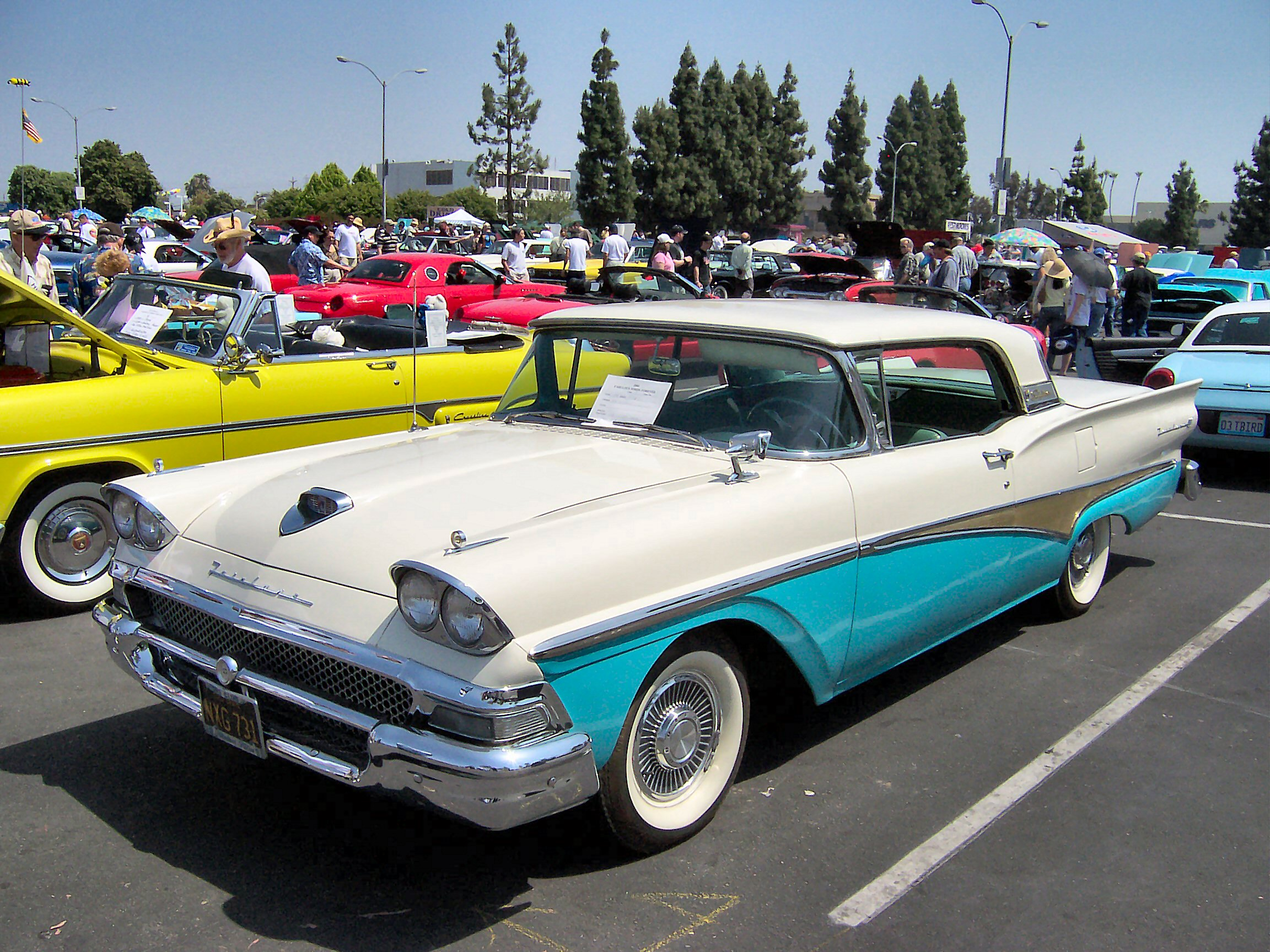
Ford 1958 модельного года, на самом деле аналогичный по размерам модели 1957, выглядел существенно ниже и крупнее благодаря четырёхфарному головному свету.

Автомобили 1958 модельного года часто считаются первым подлинными представителями плавникового стиля. Помимо всего прочего, они имели принципиально новое оформление передка благодаря применению четырёх спаренных по две фар. Первые автомобили с четырёхфарным головным светом появились ещё в 1957 модельном году, это были Cadillac Eldorado Brougham ручной сборки и некоторые модели фирмы Chrysler, но лишь в 1958 это решение получило массовое распространение благодаря введению во всех штатах соответствующего законодательства, разрешающего четырёхфарный головной свет.
Это нововведение очень сильно изменило облик автомобилей, позволило подкорректировать визуальные пропорции их передней части, сделав их внешне более низкими и широкими.

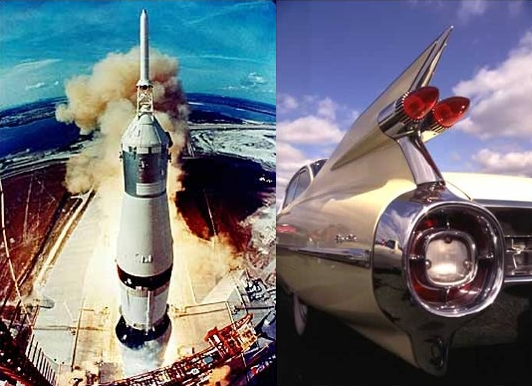
В конце 1950-х на автомобильный дизайн сильное влияние оказывала стилистика ракетно-космической техники.

На автомобильный дизайн этого периода сильное влияние оказала стилистика уже не только авиации, но и космической техники — на дворе была эпоха массового интереса к ракетно-космической тематике. Например, задней части автомобиля пытаются придать форму хвоста ракеты со стабилизаторами сверху и снизу, как результат — наряду с верхними на некоторых моделях появляются и два менее ярко выраженных нижних плавника. Задние фонари начинают имитировать ракетный выхлоп из сопел, и тому подобное.
По рекламным заявления отдельных производителей («Крайслер»), огромные плавники имели и практическую функцию — увеличивали курсовую устойчивость за счёт аэродинамических эффектов, перенося назад центр давления автомобиля.
Ещё одной оказавшей сильное влияние на последующее развитие автомобильного дизайна новинкой 1958 года стала плоская панель крыши вместо безраздельно господствовавшей ранее округлой куполообразной.

### 1959

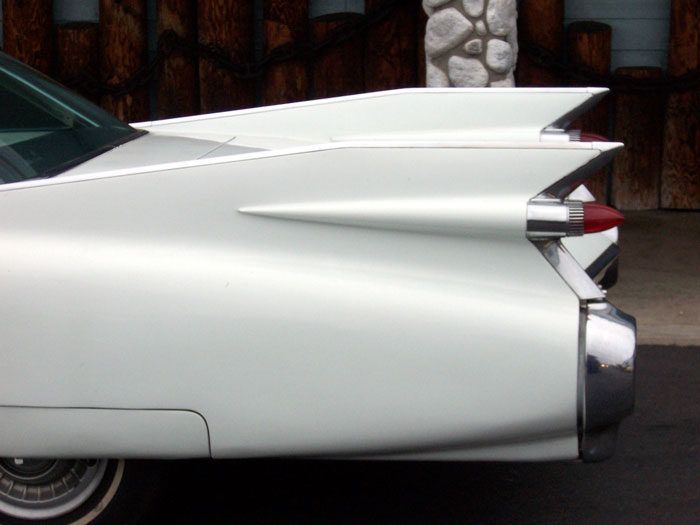
1959 Cadillac: огромные, сильно выступающие за поясную линию остроконечные плавники, четырёхфарное оформление передка — типичные черты пика плавникового дизайна.

Раздвоенные плавники двухдверного хардтоп-универсала Mercury 1959 года.

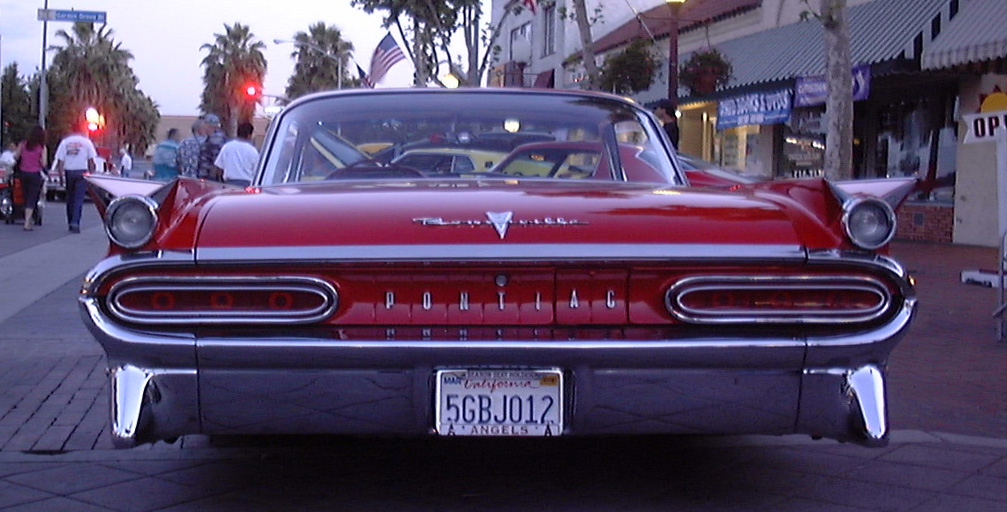
Верхние и нижние плавники на 1959 Pontiac Bonneville, верхние — раздвоенные.

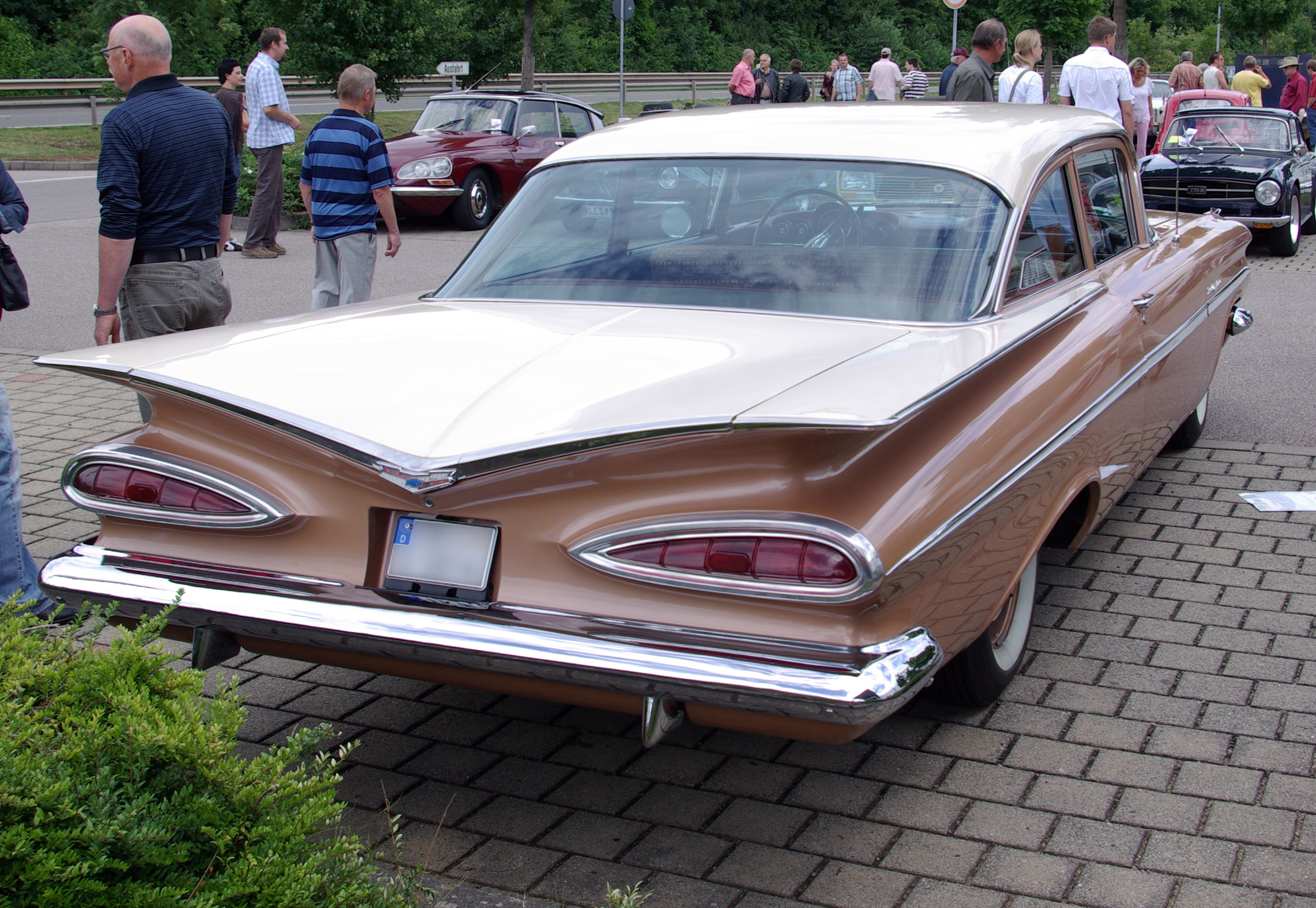
1959 Chevrolet Bel Air.

Своего пика плавниковый стиль достиг на моделях 1959 года.
Большинство производителей подготовили к нему полностью новые кузова, снабжённые совершенно фантастическими по форме и размерам плавниками, решётками радиатора и прочими элементами декора. На некоторых автомобилях (Pontiac) появилось даже четыре плавника — по два на борт.
Именно в 1959 году появился автомобиль, ставший символом всего стиля в целом — 1959 Cadillac, имевший очень высокие и чётко выделяющиеся хвостовые «кили», а также необычайную, сложнейшую решётку радиатора с хромированными имитациями огранённых драгоценных камней.

### 1960

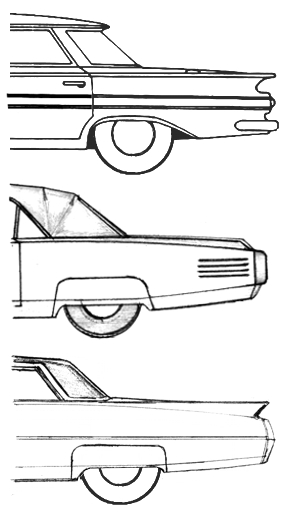
Эволюция хвостовых плавников, сверху вниз:
Chevrolet, 1960 год: горизонтальные плавники;
Ford Thunderbird, 1961 год: невысокие остроконечные плавнички;
Cadillac, 1964 год: один из последних примеров использования «настоящих» плавников на американском автомобиле.

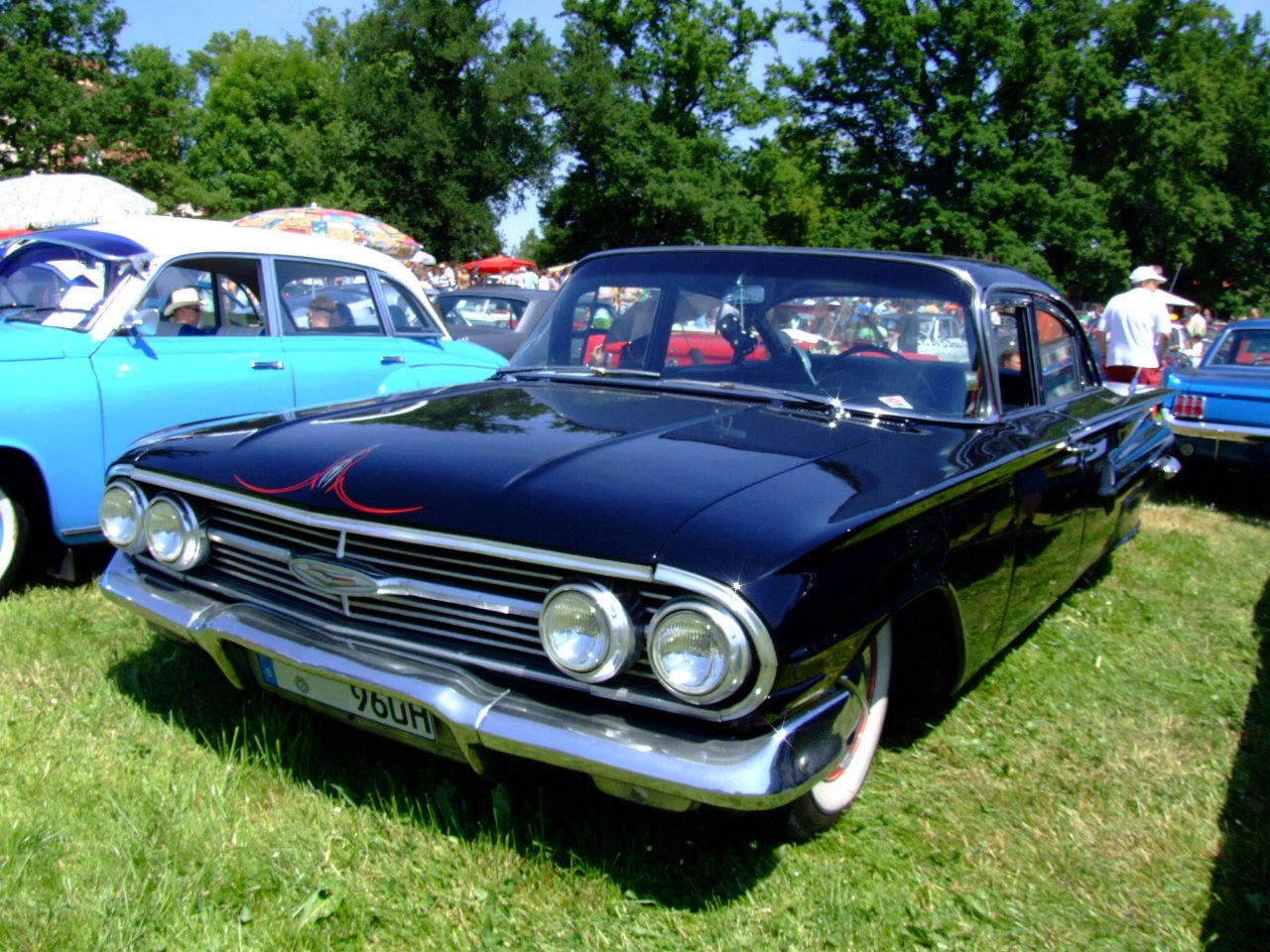
1960 Chevrolet.

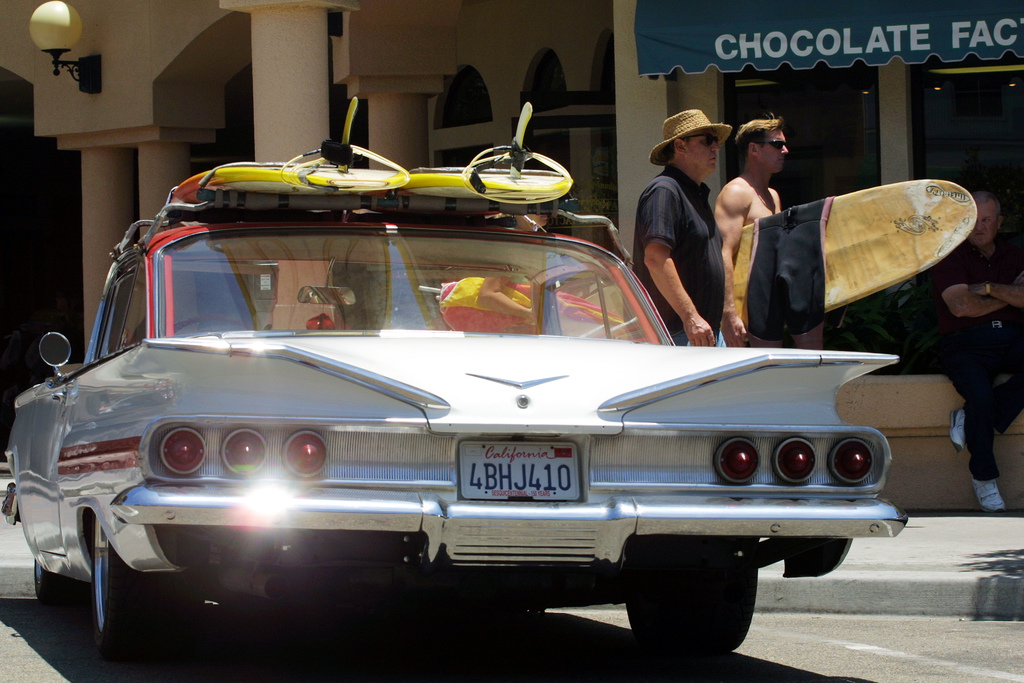
Оформление задней части с плавниками в форме крыла чайки.

Вскоре, однако, выяснилось, что с точки зрения многих покупателей столь вычурное оформление выглядит явно излишним, кроме того, во многих случаях оно оказалось весьма непрактичным в эксплуатации (об этом см. ниже, в разделе «Причины упадка»).
1960 модельный год ознаменовался появлением достаточно неуклюжих и эклектично выглядящих моделей, созданных в поисках нового стилистического ключа и сочетающих хоть и уменьшенные в размерах, но всё ещё достаточно крупные плавники, аналогичные моделям предыдущего года, и новые элементы, которые будут характерны для стиля последующего периода, например — облицовку радиатора «в один ряд» и передние крылья, образующие единую плоскость с капотом (впервые появились на «Олдсмобилах» и «Понтиаках» ещё в 1959 модельном году).
Как типичный пример автомобилей этой эпохи можно назвать «Шевроле» 1960 года (на илл.), уже имевший оформленную вполне в стиле 1960-х годов облицовку радиатора, но при этом сохранявший такие архаичные элементы, как панорамное лобовое стекло и большие горизонтальные плавники, явно восходящие по своей форме к модели предыдущего года.

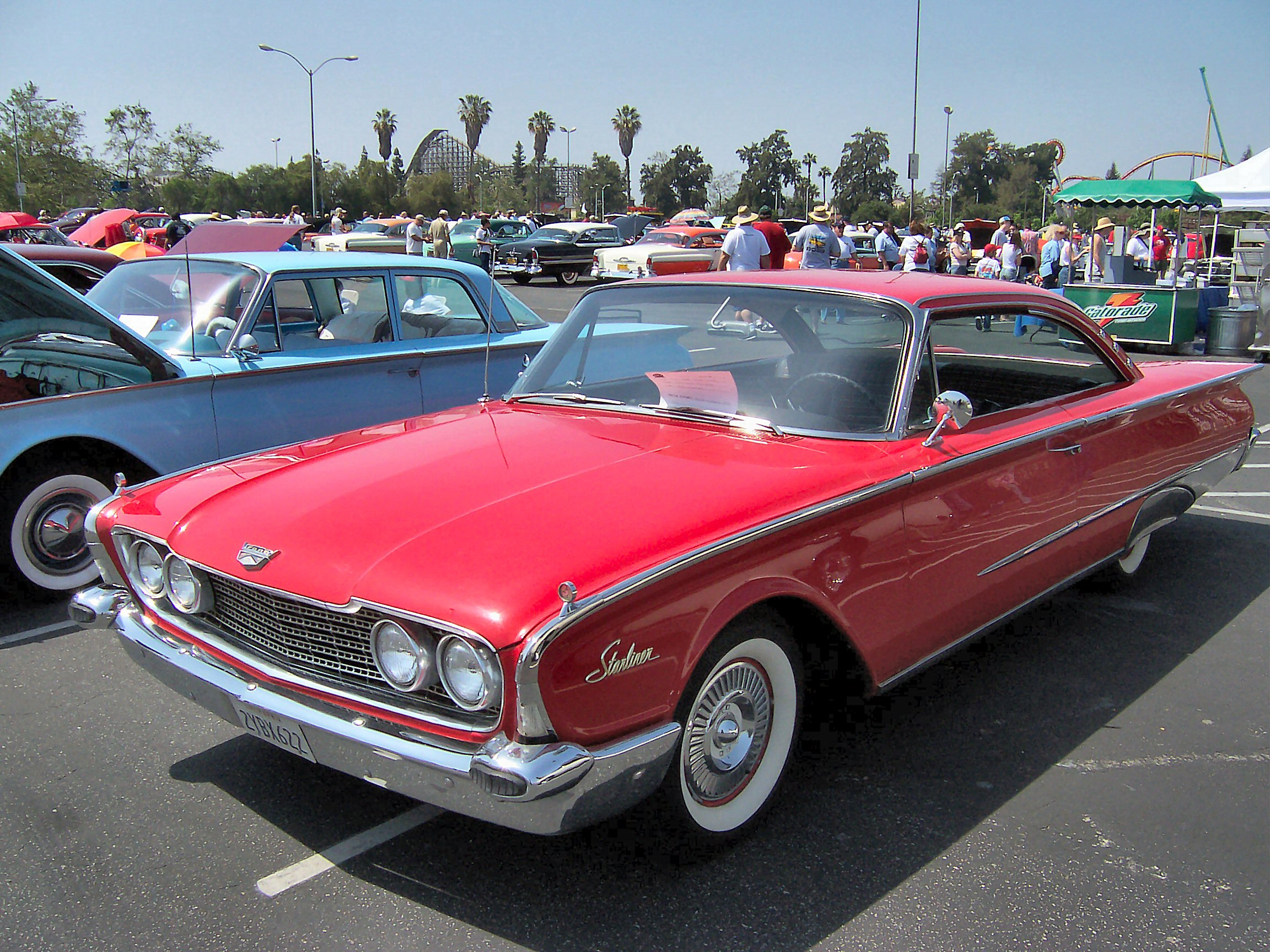
1960 Ford Galaxie Straliner

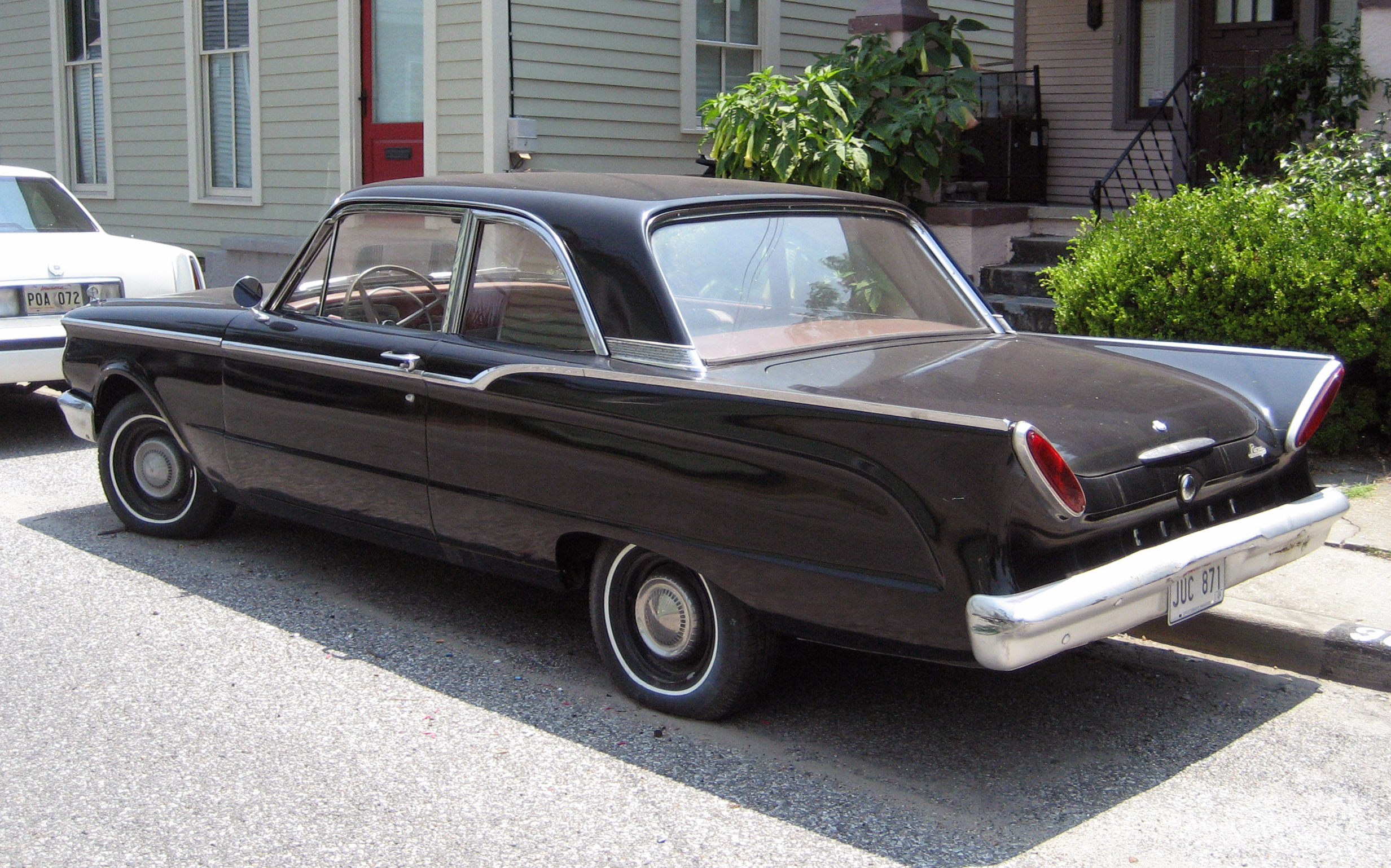
1960 Mercury Comet имел весьма крупные наклонные плавники.

Примерно аналогично были оформлены и полноразмерные модели Ford, всё ещё сохраняя достаточно большие плавники, за исключением того, что они уже не имели панорамного стекла.
Ford Thunderbird вообще сохранял старый кузов 1958 года со всеми его характерными особенностями, включая высокие остроконечные плавники и решётку радиатора «в два ряда».
Представленная впервые в 1960 году «компактная» модель Ford Falcon, напротив, имела чистые обводы кузова и лишь едва намеченные бугорки на месте плавников. На основанной на Falcon модели Mercury Comet, однако, плавники были даже больше, чем на полноразмерных «Меркьюри» того же года.
Большинство автомобилей под марками, принадлежащими концерну Chrysler, который в конце предыдущего десятилетия был явным лидером в американском стайлинге, хотя и получили в 1960 модельном году совершенно новые кузова, по сравнению с остальной продукцией Детройта выглядели отстало с точки зрения дизайна.

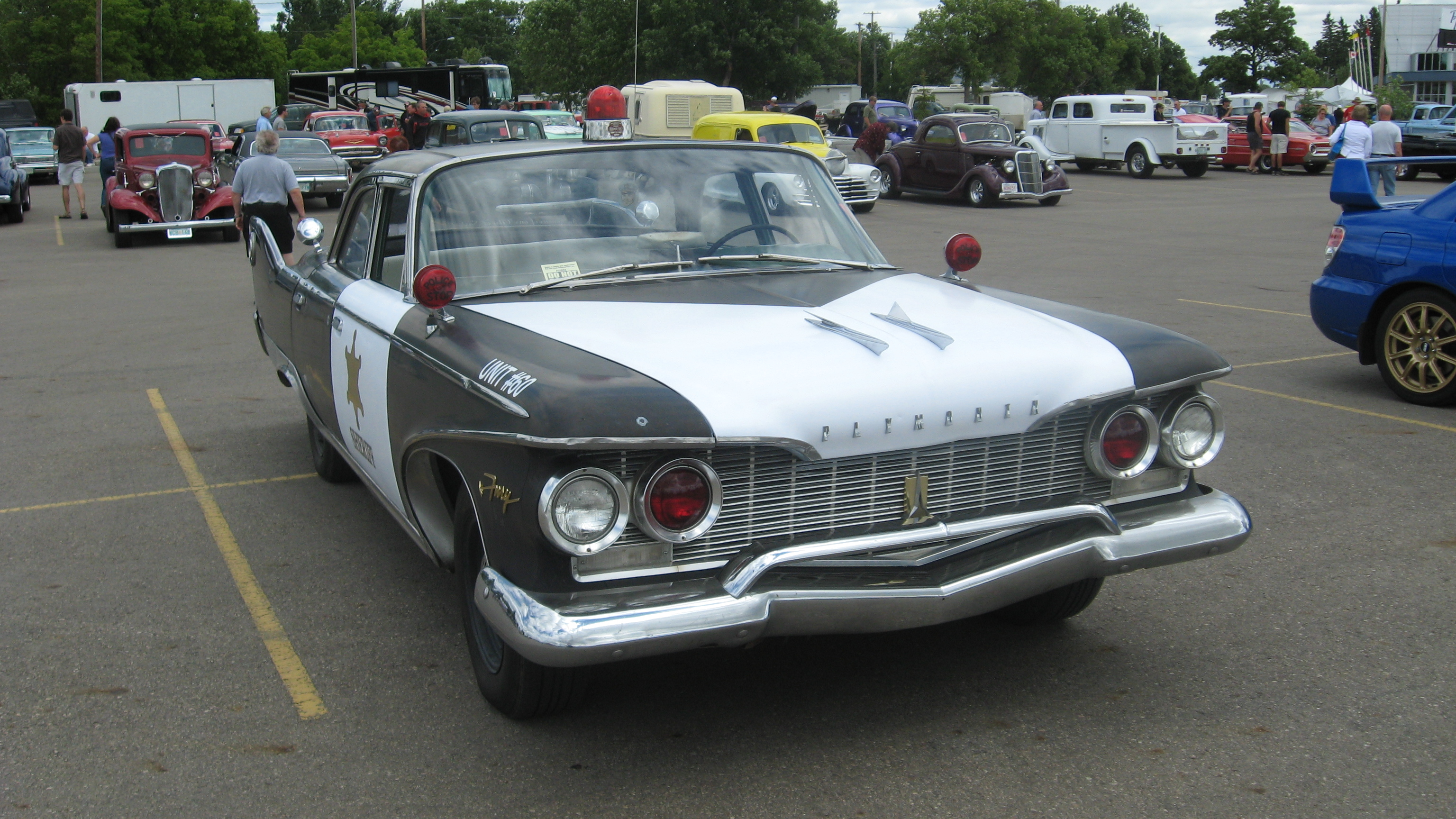
1960 Plymouth Fury

Полноразмерные «Плимуты», например, имели в том году тяжеловесное и эклектичное, почти карикатурное по современным меркам, оформление с очень высокими плавниками, неприятно контрастировавшее с элегантными формами моделей 1957—1959 годов. «Доджи» 1960 года выглядели как автомобили 1950-х годов, с архаичным оформлением передка «в два ряда»; то же самое можно было сказать и о моделях принадлежавшей «Крайслеру» люксовой марки Imperial.
Исключение составлял, опять же, новейший «компакт» Plymouth Valiant.

### 1961—1963

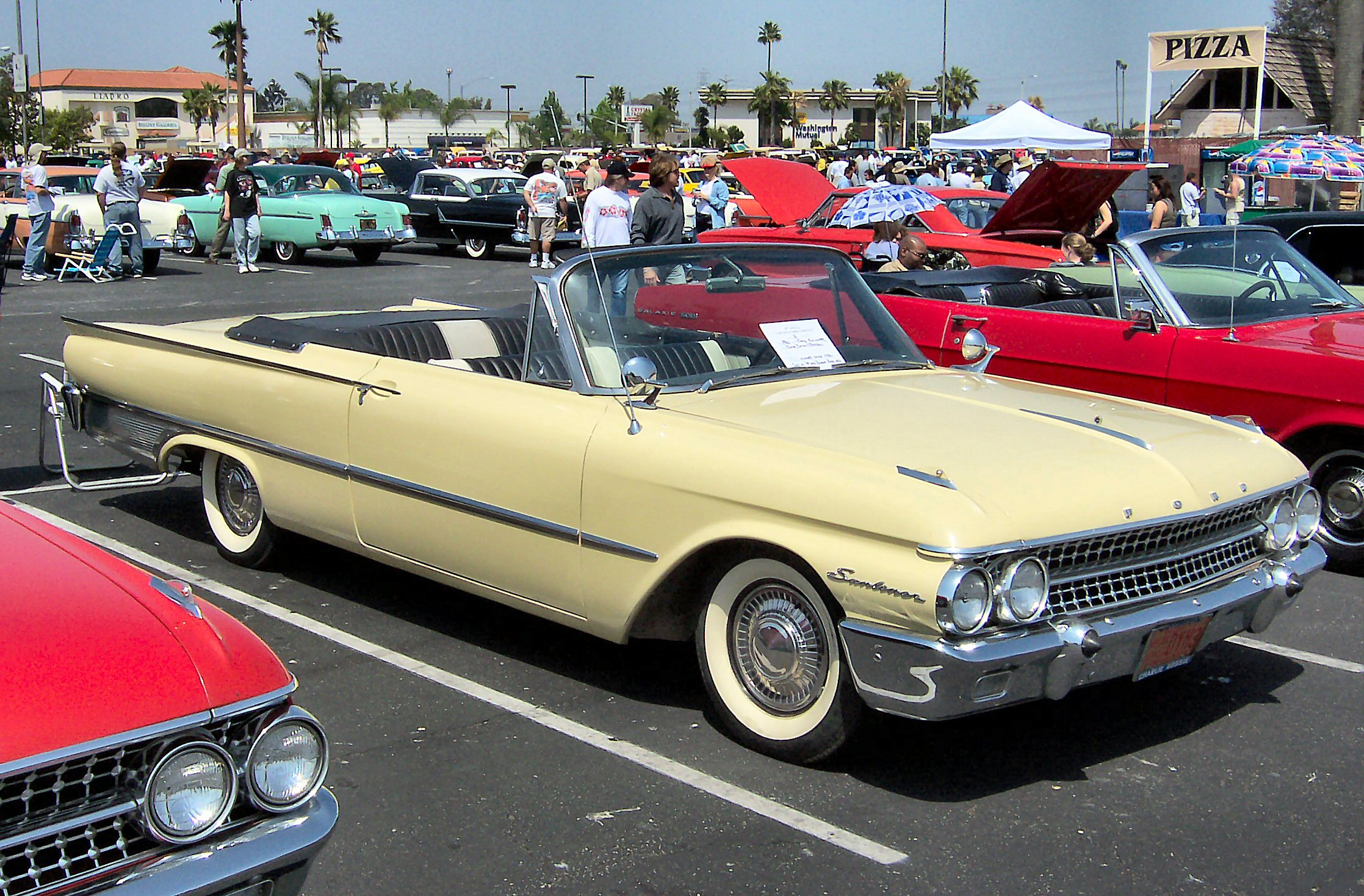
Пример позднего плавникового стиля в США — Ford 1961 года, сочетающий новое оформление передка и лаконичные формы кузова с небольшими плавниками.
На модели следующего года от них останутся только рельефные наплывы на задних крыльях по бокам от крышки багажника, — в 1963 году исчезнут и они.

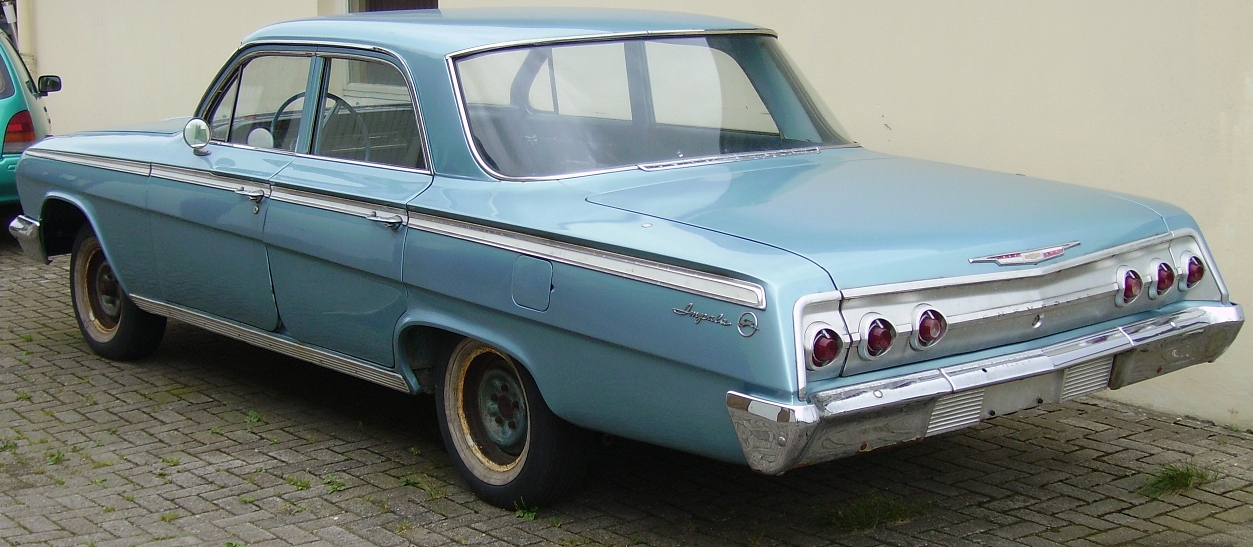
Марки, принадлежащие GM, перешли на условно «новый» стиль раньше всех; показанный Chevrolet 1962 года уже имеет все характерные признаки классического стиля 1960-х годов. Плавники совершенно отсутствуют.

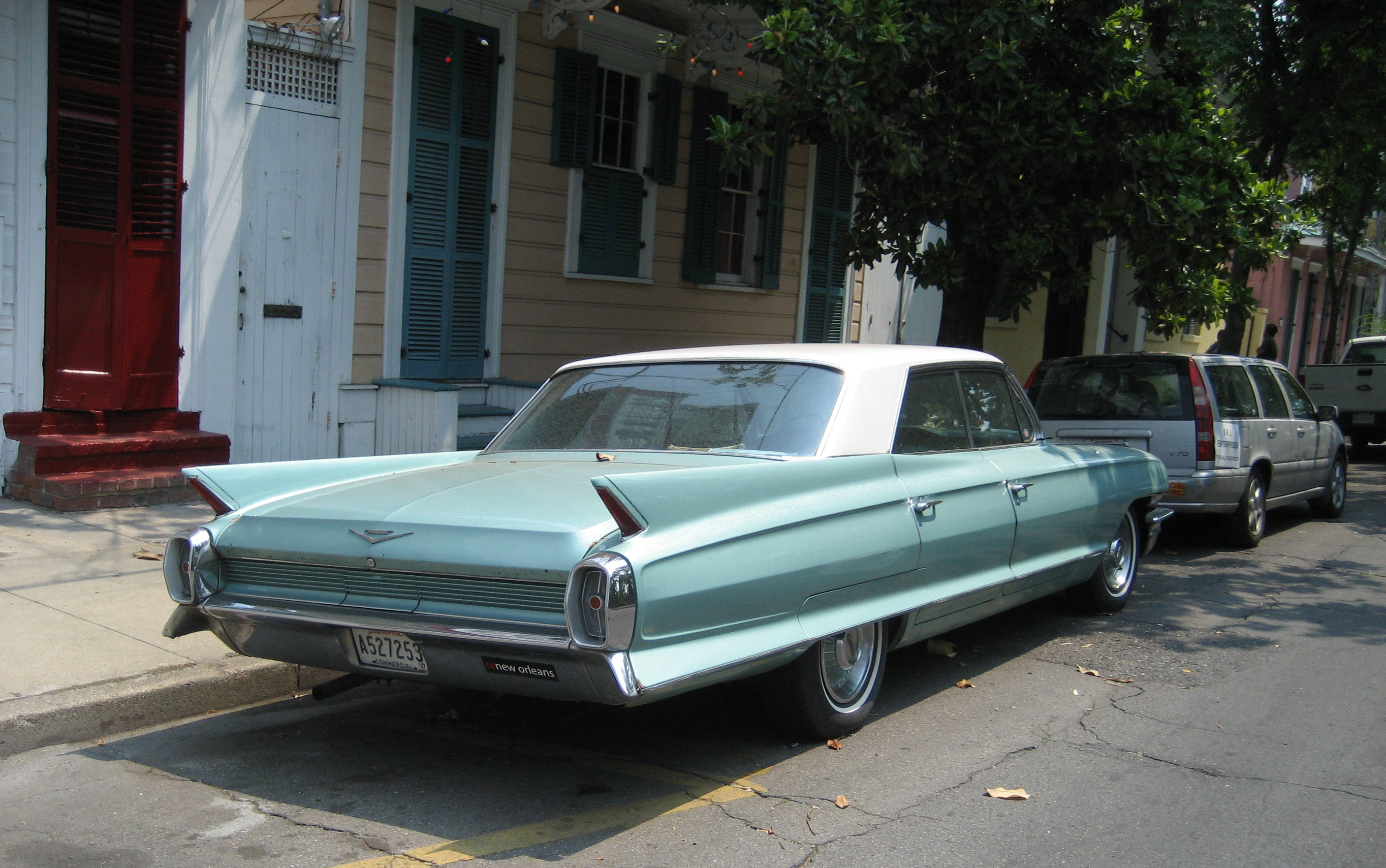
Все модели под брендом Cadillac и некоторые производства других подразделений GM сохраняли плавники до 1963-64 года, но основная масса продукции этой корпорации к тому времени от них уже отказалась.

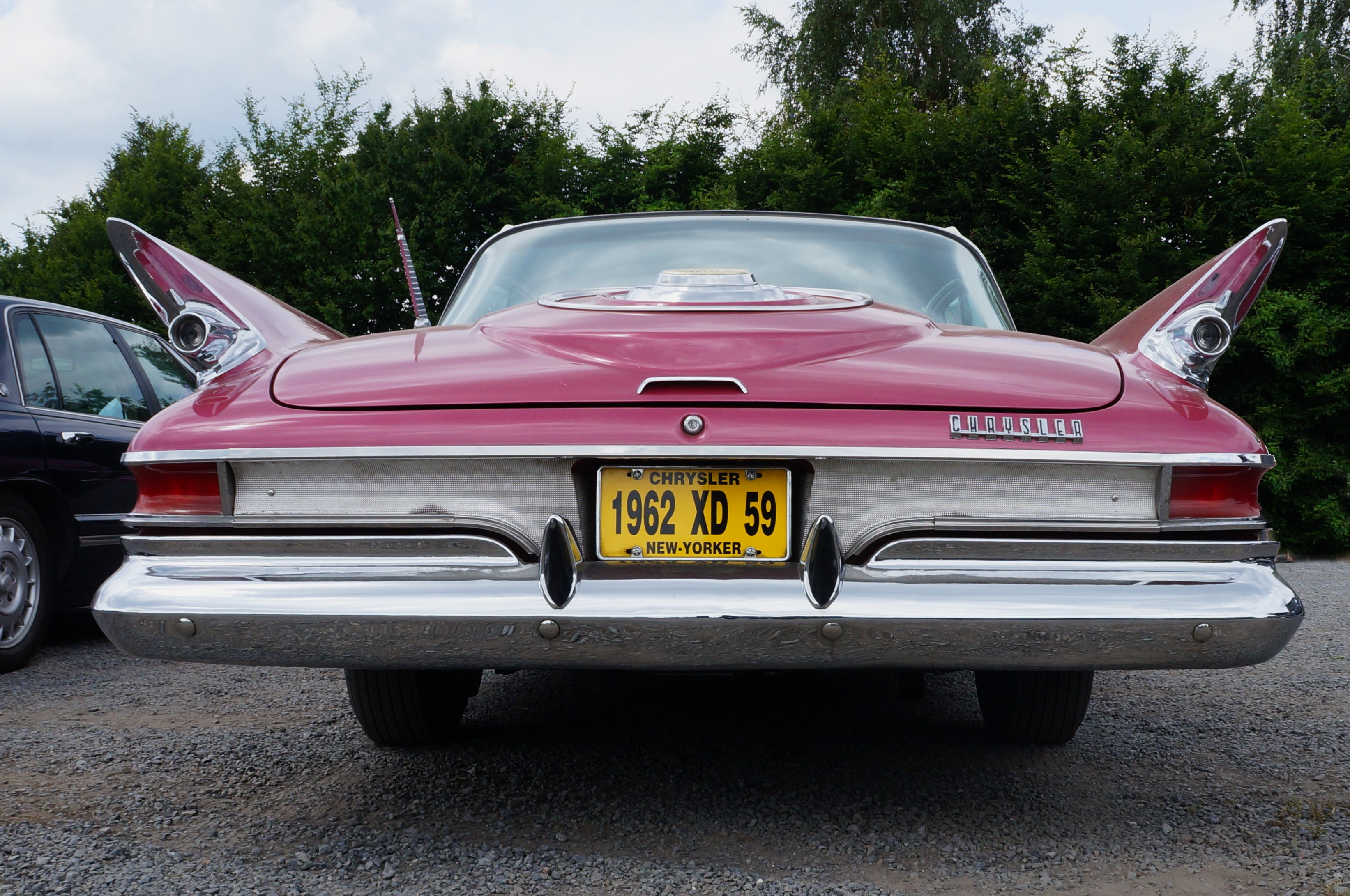
Chrysler New Yorker 1961 года — один из последних примеров «настоящих» хвостовых плавников — «килей» в американском автопроме. На модели следующего года они практически исчезнут, будучи заменены на скруглённые, не выступающие выше линии боковины рудименты. Выполненная «с нуля» модель 1963 года не имела на них даже намёка. В 1964 году небольшие плавнички вернулись, но уже исключительно в качестве декоративной детали при совершенно ином общем стиле.

К этому времени основная масса американских покупателей настолько устала от хвостовых плавников, что они стали восприниматься как однозначно устаревший одиозный элемент дизайна — даже несмотря на наличие у многих разновидностей килей вполне реального функционального назначения с точки зрения аэродинамики.
В указанный период период даже скромного размера хвостовые плавники сохраняли лишь немногие модели автомобилей — общее оформление кузовов большинства моделей стало уже совершенно иным, более простым и угловатым, предчувствую идущий на смену отжившей своё дизайнерской парадигме новый «линейно-функциональный» стиль.
Модели этого периода являются своего рода «переходными», они сочетают в своём облике отдельные элементы, унаследованные от «плавникового» стиля, с общим оформление, похожим на то, которое станет характерным для американских автомобилей впоследствии.
Основные подразделения GM окончательно перешли на новый стиль в 1962 году (Chevrolet, Pontiac, Oldsmobile), Ford — в 1964 году. Chrsyler «держался» за отдельные элементы старого стиля дольше всех — даже в 1966 году его самая дорогая линия моделей Imperial сохраняла некоторые из них, вроде панорамного лобового стекла, но настоящих «плавников» не имели уже и они.
Примеры в той или иной форме сохранявших в этот период ярко выраженные хвостовые плавники американских моделей включают в себя практически всю продукцию фирмы «Крайслер» до 1962 года включительно (вообще отличавшуюся в этот период весьма достаточно эклектичным дизайном), Ford Fairlane и Ford Thunderbird (остальные модели «Форда» после 1961 года плавников уже не имели), весь модельный ряд Mercury включая компактный Mercury Comet и среднеразмерный Mercury Meteor, все модели Cadillac, некоторые Buick и Oldsmobile, и так далее.

### 1964 и далее

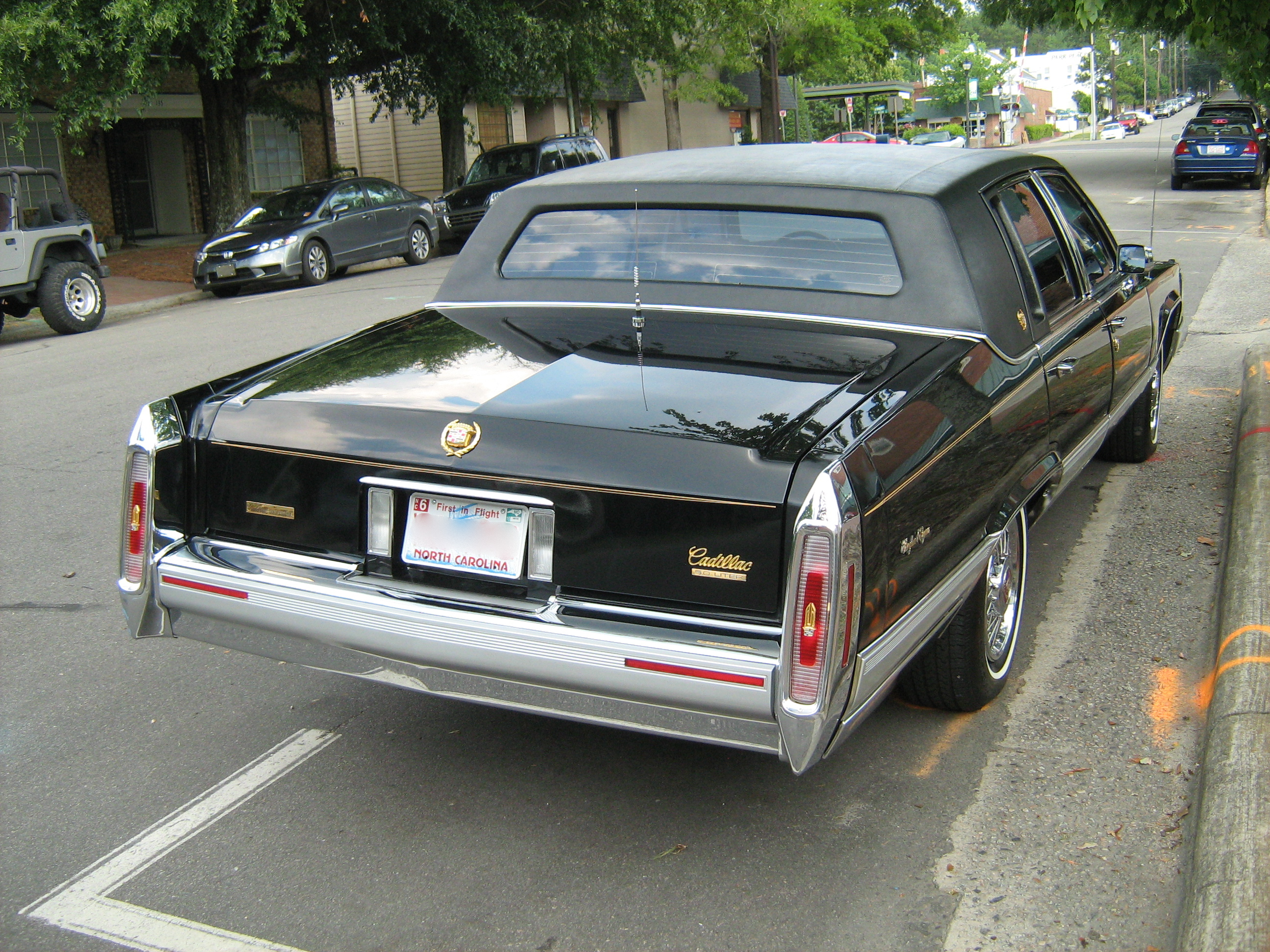
«Рудименты» плавникового стиля встречались на американских автомобилях вплоть до 21-го века.

После 1964 года плавники в их классическом виде на американским автомобилях уже не встречались.
Многие модели, правда, сохраняли те или иные их рудиментарные формы, как правило, сводившиеся к сравнительно небольшим продольным выштамповкам на задних крыльях по бокам от крышки багажника, вплоть до 1980-х. Дольше всех такие рудименты сохранял «Кадиллак» — до конца 1990-х годов, сделав их частью своего фирменного стиля.
«Рецидивы» случаются и в наше время: например, некоторые модели того же «Кадиллака» (Cadillac SRX) имеют миниатюрные «плавнички» в виде выступающих верхних кромок вертикальных задних фонарей.
Клиновидная форма кузова со смещённым назад центром давления, повторяющая по силуэту типичные образцы «плавниковой» эпохи, вернулась в практику автомобилестроения в семидесятые годы («аэродинамический клин») и широко используется по сей день — с той разницей, что теперь приподнятой стали делать стали всю заднюю часть кузова включая крышку багажника, а не только расположенные по бокам от неё кили.

### Причины упадка
Причиной быстрого забвения «настоящего» плавникового стиля в США, где он существовал в своих наиболее экстремальных вариантах, стала в первую очередь его непрактичность.
Зачастую дизайнерские находки оказывались красивы, но совершенно непригодны для обычной эксплуатации. Например, огромные горизонтальные плавники «Шевроле» модели 1959 года делали крышку багажника излишне тяжёлой и неудобной в использовании. Обильные хромированные орнаменты при отсутствии особой заботы об антикоррозийной защите приводили лишь к скоплению влаги и ускоренной коррозии кузовов. Становящиеся с каждым модельным годом всё больше и сильнее изогнутыми панорамные стекла затрудняли посадку в автомобиль, бликовали, искажали картинку и ослабляли проёмы, что приводило к серьёзным деформациям кузова при аварии.

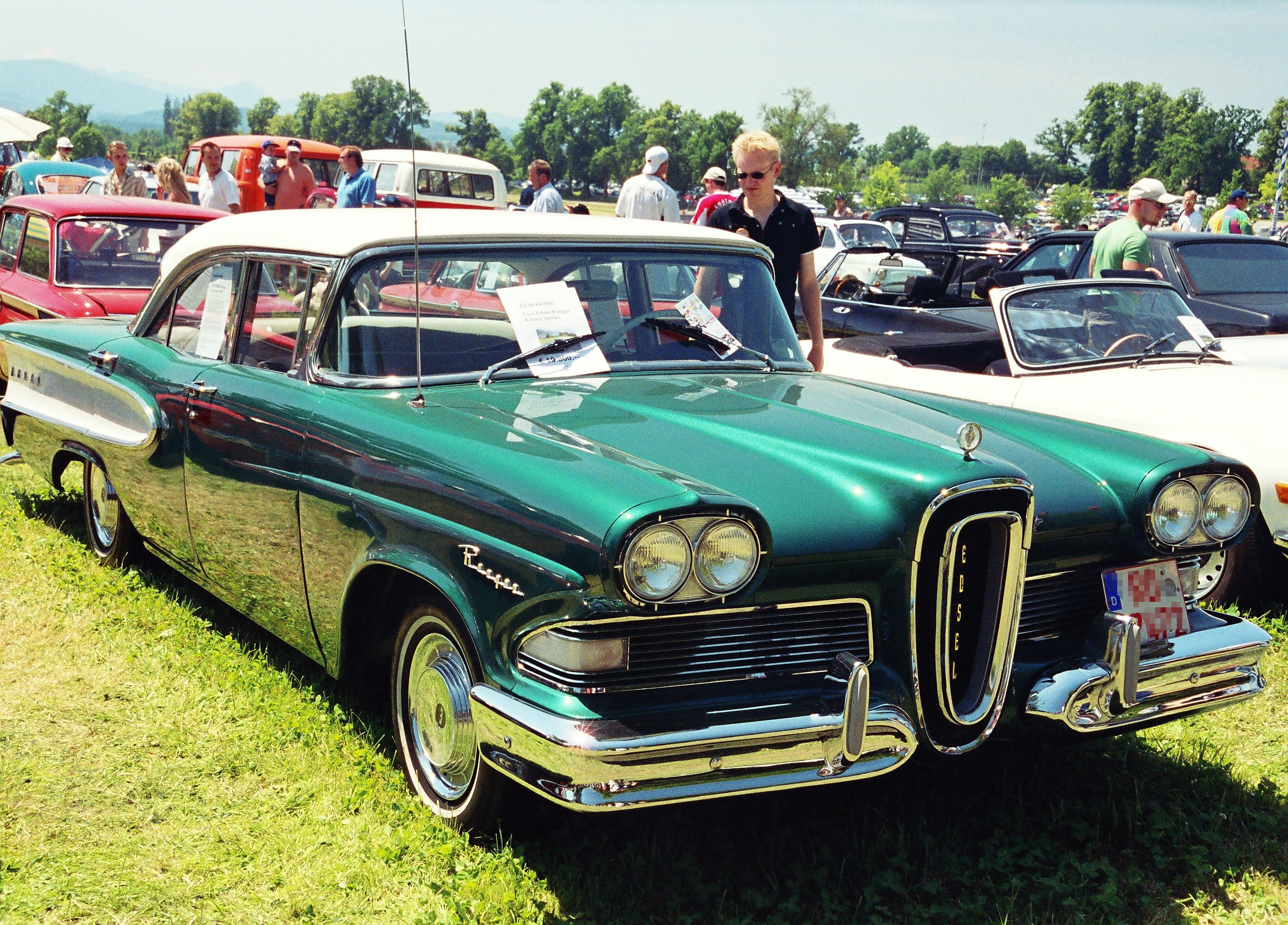
Edsel — в некотором смысле вершина и одновременно символ упадка плавникового стиля

Покупатель устал от бутафорского стайлинга, и когда «Форд» попытался в конце 1950-х годов вывести на рынок совсем уж экстравагантно оформленную линию автомобилей Edsel, американцы дружно отказались «голосовать кошельком» за очередной эксперимент буйной фантазии дизайнеров, что превратило по сути технически неплохой (не лучше и не хуже остальных) автомобиль в один из величайших провалов в истории маркетинга. Зато все более устойчивым спросом пользовались малогабаритные и экономичные автомобили европейских филиалов того же «Форда» и GM, что заставило «большую тройку» всерьёз задуматься о дальнейшем развитии своих модельных рядов.
К этому добавились наличествовавшие у автомобилей, выполненных в «плавниковой» стилистике, проблемы с безопасностью. Против производителей было подано несколько исков, таких, как дела Hatch v. Ford (1958 год) и Kahn v. Chrysler (1963 год). В обоих случаях речь шла о детях, поранившихся об острые края декора припаркованных автомобилей. В нашумевшей в своё время книге Ральфа Нейдера «Опасен на любой скорости» также была затронута проблема повышенной опасности острых плавников и аналогичных острых элементов отделки для пешеходов. Результатом этого стало введение во второй половине 60-х годов федеральных стандартов безопасности, в числе прочего устанавливавших минимальные радиусы скругления для деталей внешнего оформления автомобилей, предотвращая появление острых кромок и углов.
Кроме того, сами производители быстро поняли, что производство штампованных панелей столь сложной формы, да ещё с учётом характерного для моделей 1957—1960 годов буквально ежегодного практически полного обновления кузовного железа, обходится слишком дорого. Долго продолжать в том же духе возможным не представлялось. Не случайно, что восторжествовавший уже в начале 1960-х новый стиль предполагал простые и лаконичные, сравнительно чистые формы, с относительно небольшим количеством блестящего декора, скромными, почти плоскими стёклами и рудиментарными плавниками в виде выдающихся лишь на несколько сантиметров выштамповок, а темпы обновления модельных рядов стали постепенно снижаться, пока уже в конце 1970-х годов американские автостроители не вернулись к «европейской» парадигме, предполагавшей выпуск одной модели в течение многих лет без радикальных изменений, вместо трёхлетнего цикла обновления модельного ряда и обязательного ежегодного рестайлинга.

## В других частях света

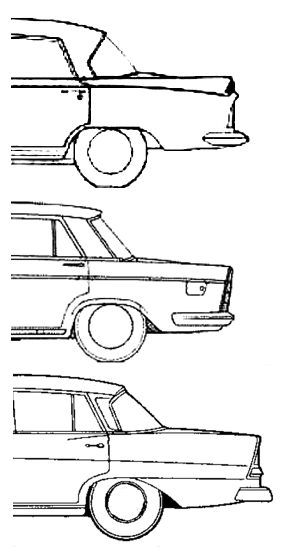
Плавниковый стиль в Европе, сверху вниз:
Borgward P100: сравнительно крупные остроконечные плавники;
Fiat 1800, а также многие другие автомобили тех же лет с дизайном от итальянского ателье Pininfarina: низкие остроконечные плавники, оканчивающиеся крупными вертикальными фонарями;
Mercedes-Benz W111 'Hekflosse': низкие, узкие остроконечные плавники
(все автомобили в производстве с 1959 года).

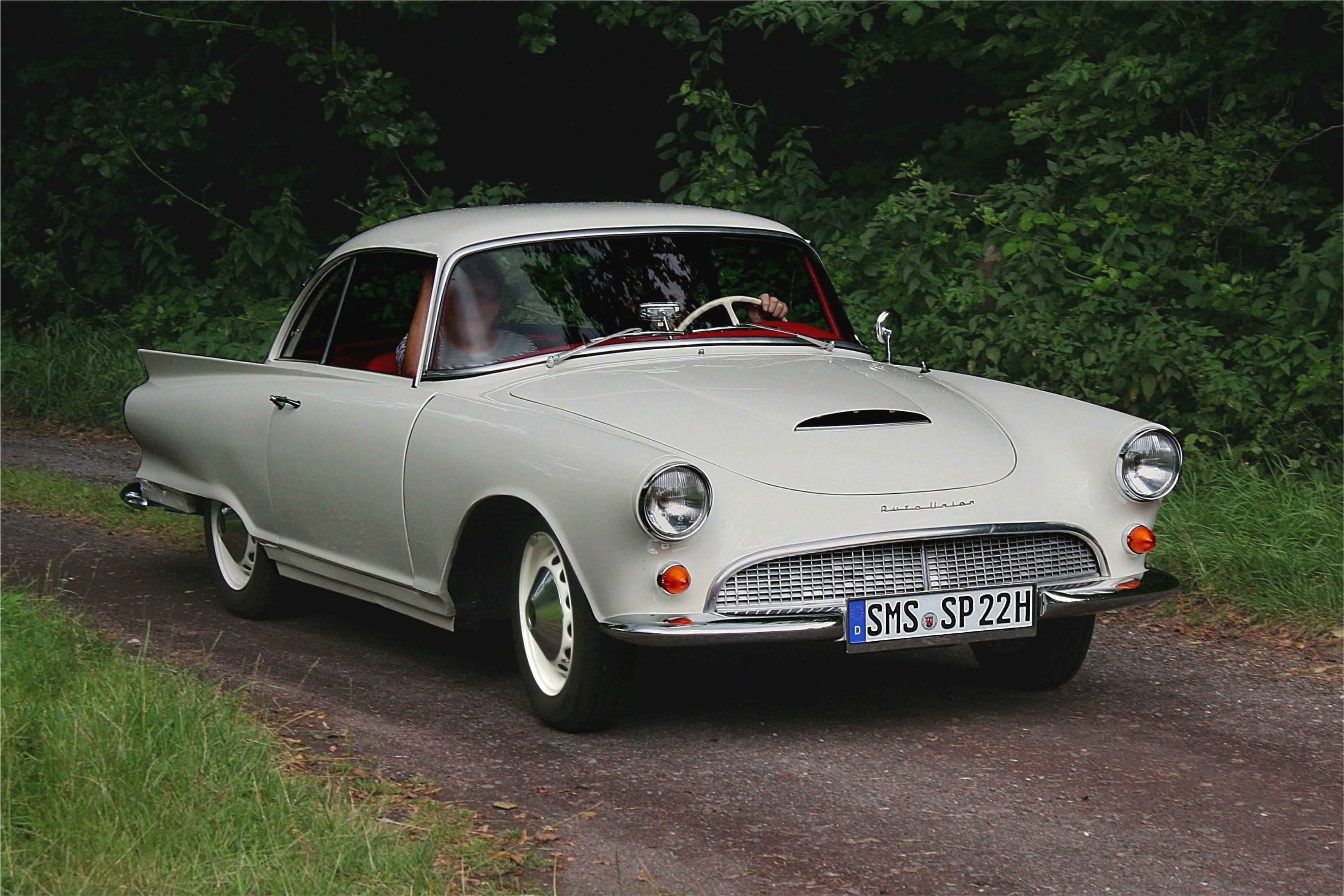
Auto Union 1000 Sp сочетал типично-плавниковую стилистику задней части и более консервативное оформление остального кузова

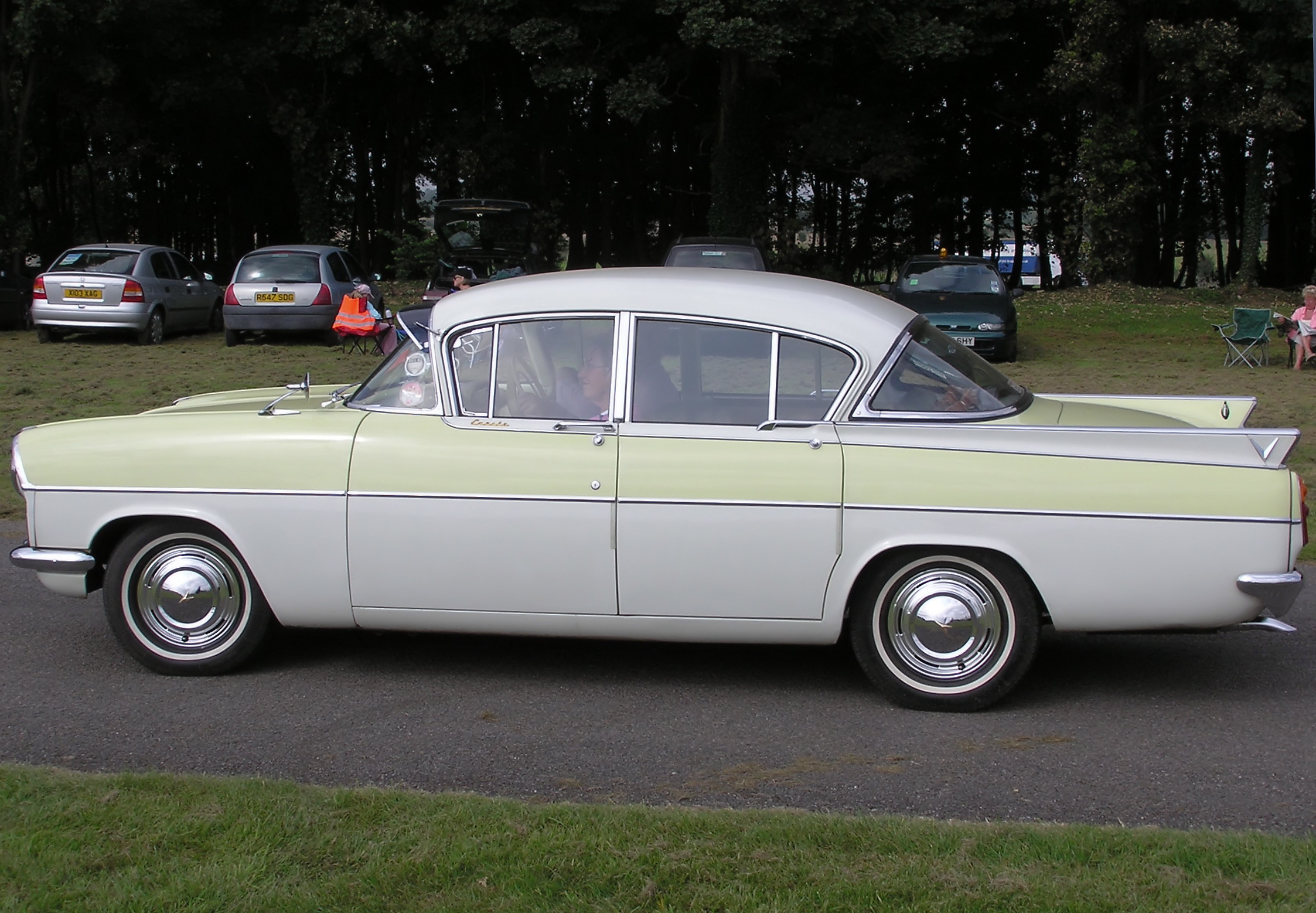
Vauxhall Cresta (1959, Великобритания)

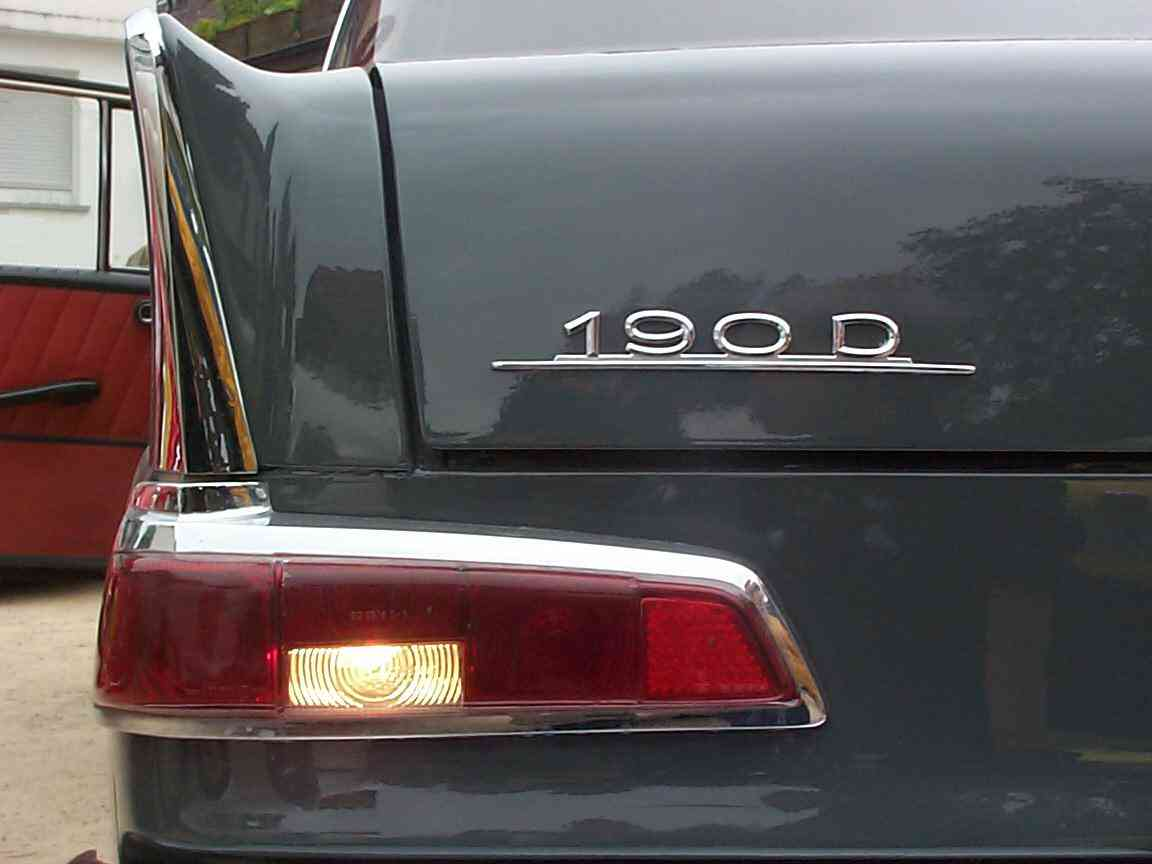
Пример позднего плавникового стиля — Mercedes-Benz «Heckflosse»

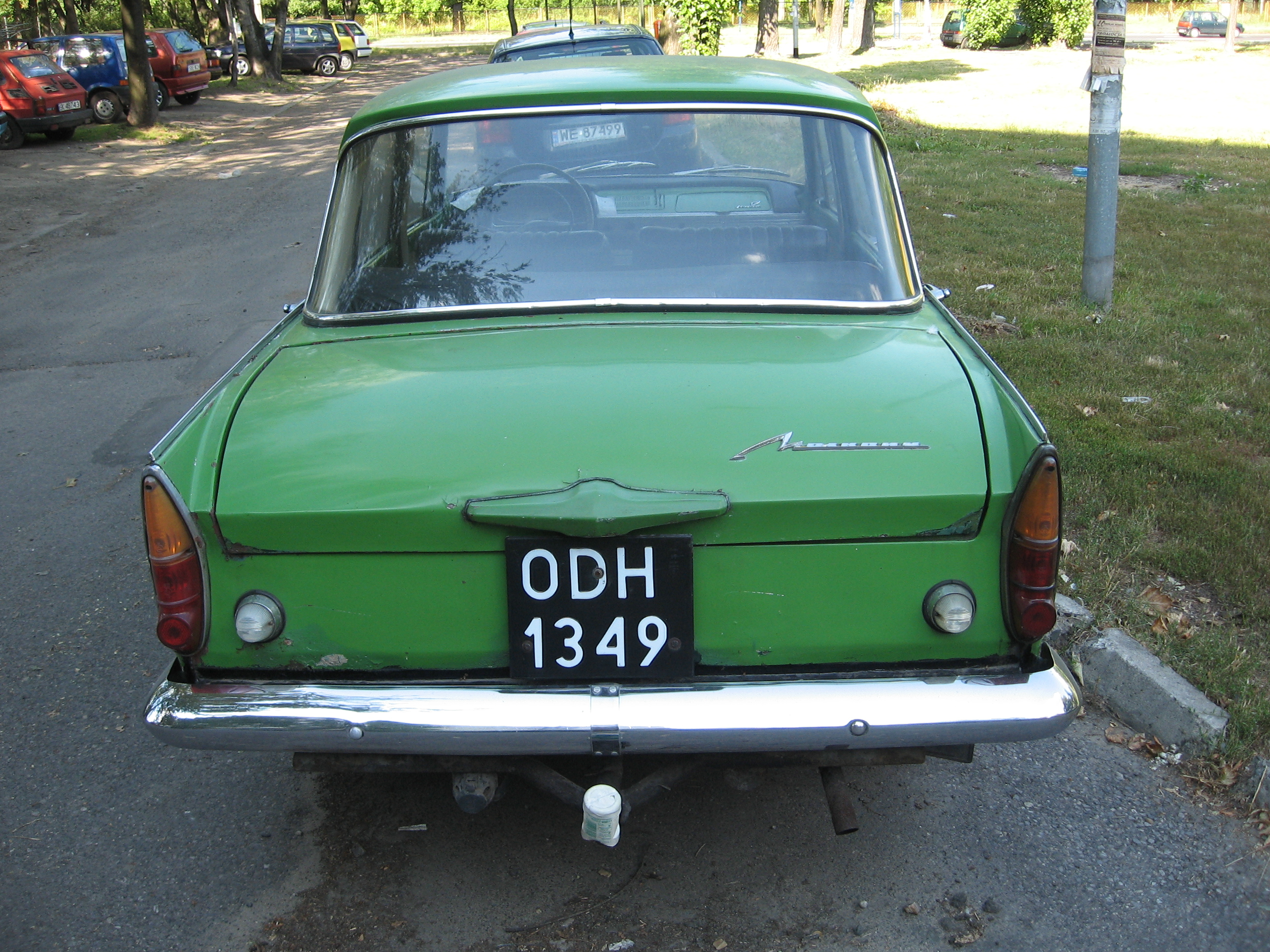
Своеобразная интерпретация позднего плавникового стиля — Москвич-408

Американские производители в годы распространения плавникового стиля диктовали мировую автомобильную моду, поэтому влияние этого стиля ощущалось во всех частях света.
Обычно за образец бралось оформление конкретной американской модели. При этом, особенно в первые годы распространения стиля, очень часто новые черты (плоская панель крыши, плавники) сочетались с архаичным оформлением передка, как, например, у Opel Kapitan 1957—63 годов, а то и с модернизированным кузовом более старой модели.
Хвостовые плавники варьировались от небольших или едва заметных декоративных (ГАЗ-21 III серии с улучшенной отделкой, BMW 700, Москвич-408 и 412) до крупных (ГАЗ-13, ЗИЛ-111), возвышающихся над поясной линией (Vauxhall Cresta, Fiat 2100 Coupe, Auto Union 1000 Sp). В целом и общем, однако, европейский ветвь плавниковой стилистики характеризуется намного менее экстремальным использованием её элементов, что связано в том числе и с существенно меньшими размерами большинства европейских машин, на которых большие плавники и обильная хромировка выглядели бы просто неуместно, а также и более скромными технологическими возможностями производителей.
«Проамериканским» стайлингом в этот период «переболели» очень многие европейские производители, но наиболее характерно увлечение плавниками стало для французского и английского автопрома, причём в последнем случае заимствованные элементы весьма органично сочетались с чисто британскими, создав вполне самобытное и оригинальное направление в дизайне, продержавшееся до самого конца шестидесятых годов.
Ввиду более длительных сроков выпуска автомобилей в Европе, этот стиль продержался здесь в среднем до середины 1960-х годов, а в некоторых наименее экстремальных вариантах (тот же Москвич-408, Fiat 1800, некоторые модели Mercedes-Benz или Ford Cortina Mark I) — до конца десятилетия, а «Чайка» ГАЗ-13 — до 1981 года.
В сравнительно недавней перспективе, миниатюрные скруглённые «плавнички» имела Lancia Kappa Coupé. Небольшие намёки на плавники можно при желании подметить и у некоторых современных европейских автомобилей, например Ford Mondeo IV-го поколения.
Зачастую очень похожие на американские оригиналы по оформлению, но уступающие им по размерам и появившиеся на несколько лет позже образцы плавникового стиля были в своё время созданы в рамках австралийского автопрома такими фирмами, как Holden и местные филиалы «Форда» и «Крайслера». Например, австралийский Chrysler Royal модели, выпускавшейся с 1960 по 1964 год, внешне напоминал американские автомобили фирмы второй половины предыдущего десятилетия, а по размеру примерно соответствовал советской «Волге», а чуть меньший по габаритам Holden серии FB (1960-62 годы) по дизайну примерно соответствовал «Шевроле» 1956—1957 модельных годов.
Самые крупные модели японского производства в конце 50-х — начале 60-х годов также нередко копировали отдельные черты «американского стиля», включая и плавники, — опять же, в уменьшенном масштабе и несколько упрощённом виде, — в то время, как более компактные японские модели тех лет, как правило, вели свою родословную от европейских автомобилей.